# Lista över byggnadsminnen i Gotlands län
Förteckning över byggnadsminnen i Gotlands län. Det finns mer än 350 byggnadsminnen på Gotland, varav över hälften ligger i Visby.

## Visby
| Namn | Ursprunglig funktion                                                                             | Byggår                      | Arkitekt                       | Plats                                                                                          | Läge               | Anläggnings-ID | Bild                                                                      |
| --- | ------------------------------------------------------------------------------------------------ | --------------------------- | ------------------------------ | ---------------------------------------------------------------------------------------------- | ------------------ | -------------- | ------------------------------------------------------------------------- |
| Kv Abboten 1 (Visby Abboten 1)                                                                                           | Bostadshus, flerbostadshusområde med lokaler (1 byggnad)                                         | 1785                        |                                | Bremergränd 10, Hästgatan 13, Stettinergränd 2                                                 | 57.63883, 18.29542 |                | Se fler bilder av denna byggnad · Ladda upp en till bild av denna byggnad |
| Ada Blocks hus (Visby Kaplanen 6)                                                                                        | Borgargård, handelsgård (2 byggnader)                                                            | 1200-talet                  |                                | Södra Kyrkogatan 15                                                                            | 57.64140, 18.29694 |                | Se fler bilder av denna byggnad · Ladda upp en till bild av denna byggnad |
| Agrellska gården (Visby Laboratorn 4)                                                                                    | Borgargård (4 byggnader)                                                                         | 1400-talet                  |                                | Klosterbrunnsgatan 8, Södra Kyrkogatan 5                                                       | 57.63983, 18.29611 |                | Se fler bilder av denna byggnad · Ladda upp en till bild av denna byggnad |
| Ahlins försäljningslokal (Visby Burmeister 5; f.d. Burmeister 4)                                                         | Affärshus (1 byggnad)                                                                            | 1500-talet                  |                                | Tage Cervins gata 2                                                                            | 57.63949, 18.29197 |                | Ladda upp en till bild av denna byggnad                                   |
| Kv Ankaret 4 (Visby Ankaret 4)                                                                                           | Borgargård (2 byggnader)                                                                         | 1785                        |                                | Rostockergränd 4, Specksrum 2                                                                  | 57.64205, 18.29310 |                | Se fler bilder av denna byggnad · Ladda upp en till bild av denna byggnad |
| Kv Annexet 1 (Visby Annexet 1)                                                                                           | Fattighus, kasernetablissemang, affärshus (1 byggnad)                                            | 1100-talet till 1400-talet  |                                | Bremergränd 3, Rådhusplan 6, S:t Hansgatan 23                                                  | 57.63979, 18.29399 |                | Se fler bilder av denna byggnad · Ladda upp en till bild av denna byggnad |
| Kv Annexet 3 och Rådhuset 6 (Visby Annexet 3 och Rådhuset 6)                                                             | Borgargård (3 byggnader)                                                                         | 1100-talet till 1400-talet  |                                | Mellangatan 32, Rådhusplan 1-2                                                                 | 57.64004, 18.29382 |                | Se fler bilder av denna byggnad · Ladda upp en till bild av denna byggnad |
| Kv Apoteket 7 (Visby Apoteket 7)                                                                                         | Borgargård, handelsgård (1 byggnad)                                                              | 1100-talet till 1400-talet  |                                | Strandgatan 30                                                                                 | 57.64145, 18.29280 |                | Se fler bilder av denna byggnad · Ladda upp en till bild av denna byggnad |
| Kvarteret Valutan 2, fd. Apoteket Väduren (Visby Valutan 2)                                                              | Apotek (2 byggnader)                                                                             | 1896                        |                                | Hästgatan 3, Mellangatan 15, Novgorodgränd 4                                                   | 57.63901, 18.29247 |                | Ladda upp en till bild av denna byggnad                                   |
| Bachérska huset och Gamla mejeriet (Visby Kilen 2)                                                                       | Borgargård, handelsgård (2 byggnader)                                                            | 1200- till 1400-talet       |                                | Mellangatan 7, Kronstallgränd 4                                                                | 57.63836, 18.29137 |                | Se fler bilder av denna byggnad · Ladda upp en till bild av denna byggnad |
| Kv Backen 3 (Visby Backen 3)                                                                                             | Bostadshus (1 byggnad)                                                                           | 1700-talets mitt            |                                | Visborgsgatan 5                                                                                | 57.63576, 18.28899 |                | Se fler bilder av denna byggnad · Ladda upp en till bild av denna byggnad |
| Baumgartenska huset, f.d. Tranhuset (Visby S:t Olof 28)                                                                  | Borgargård (2 byggnader)                                                                         | 1200- till 1400-talet       |                                | Tranhusgatan 23                                                                                | 57.64372, 18.29578 |                | Se fler bilder av denna byggnad · Ladda upp en till bild av denna byggnad |
| Kv Berget 16 (Visby Berget 16)                                                                                           | Bostadshus (1 byggnad)                                                                           | 1874                        |                                | S:t Hansgatan 2                                                                                | 57.63690, 18.29033 |                | Se fler bilder av denna byggnad · Ladda upp en till bild av denna byggnad |
| Kv Berget 20 (Visby Berget 20)                                                                                           | Borgargård (1 byggnad)                                                                           | 1760                        |                                | S:t Hansgatan 10                                                                               | 57.63720, 18.29122 |                | Ladda upp en till bild av denna byggnad                                   |
| Kv Berget 29 (Visby Berget 29)                                                                                           | Borgargård (1 byggnad)                                                                           | 1700-talets mitt            |                                | S:t Hansgatan 14                                                                               | 57.63749, 18.29144 |                | Se fler bilder av denna byggnad · Ladda upp en till bild av denna byggnad |
| Kv Biskopen 3 (Visby Biskopen 3)                                                                                         | Bostadshus (3 byggnader)                                                                         | 1784                        |                                | S:t Nikolaigatan 19, Tranhusgatan 32                                                           | 57.64452, 18.29729 |                | Se fler bilder av denna byggnad · Ladda upp en till bild av denna byggnad |
| Björkanderska huset (Visby Berget 23)                                                                                    | Borgargård, handelsgård (1 byggnad)                                                              | 1200-talet                  |                                | S:t Hansgatan 16, Trappgränd 4                                                                 | 57.63773, 18.29200 |                | Se fler bilder av denna byggnad · Ladda upp en till bild av denna byggnad |
| Kv Bommen 2 (Visby Bommen 2)                                                                                             | Bostadshus (1 byggnad)                                                                           | 1760                        |                                | Lancastergränd 4, Korsgränd 5                                                                  | 57.64196, 18.30013 |                | Se fler bilder av denna byggnad · Ladda upp en till bild av denna byggnad |
| Kv Bommen 3 (Visby Bommen 3)                                                                                             | Bostadshus (1 byggnad)                                                                           | 1750                        |                                | Korsgränd 3                                                                                    | 57.64188, 18.30009 |                | Ladda upp en till bild av denna byggnad                                   |
| Kv Bommen 5 (Visby Bommen 5)                                                                                             | Bostadshus (1 byggnad)                                                                           | 1785                        |                                | Uddens gränd 7                                                                                 | 57.64173, 18.29988 |                | Ladda upp en till bild av denna byggnad                                   |
| Kv Bommen 7 (Visby Bommen 7)                                                                                             | Bostadshus (1 byggnad)                                                                           | 1800                        |                                | Nygatan 40                                                                                     | 57.64189, 18.29974 |                | Ladda upp en till bild av denna byggnad                                   |
| Kv Briggen 2 (Visby Briggen 2)                                                                                           | Bostadshus (1 byggnad)                                                                           | 1800-talets första hälft    |                                | S:t Hansgatan 55                                                                               | 57.64253, 18.29510 |                | Se fler bilder av denna byggnad · Ladda upp en till bild av denna byggnad |
| Kv Briggen 3 (Visby Briggen 3)                                                                                           | Borgargård, handelsgård (1 byggnad)                                                              | 1879                        |                                | S:t Hansgatan 53                                                                               | 57.64236, 18.29502 |                | Se fler bilder av denna byggnad · Ladda upp en till bild av denna byggnad |
| Kv Briggen 5 (Visby Briggen 5)                                                                                           | Bostadshus, flerbostadshus (1 byggnad)                                                           | 1880                        |                                | Specksrum 8, Valvgränd 1                                                                       | 57.64229, 18.29458 |                | Se fler bilder av denna byggnad · Ladda upp en till bild av denna byggnad |
| Burmeisterska huset (Visby Burmeister 4)                                                                                 | Borgargård, handelsgård (1 byggnad)                                                              | 1654                        |                                | Strandgatan 9, Donners plats 3                                                                 | 57.63924, 18.29156 |                | Se fler bilder av denna byggnad · Ladda upp en till bild av denna byggnad |
| Kv Bägaren 1 (Visby Bägaren 1)                                                                                           | Bostadshus (1 byggnad)                                                                           | 1697                        |                                | Trappgatan 22, Övre Finngränd 6                                                                | 57.64066, 18.29838 |                | Se fler bilder av denna byggnad · Ladda upp en till bild av denna byggnad |
| Kv Bägaren 2 (Visby Bägaren 2)                                                                                           | Bostadshus (1 byggnad)                                                                           | 1802                        |                                | Nygatan 27, Övre Finngränd 8                                                                   | 57.64063, 18.29863 |                | Se fler bilder av denna byggnad · Ladda upp en till bild av denna byggnad |
| Kv Bägaren 3 (Visby Bägaren 3)                                                                                           | Bostadshus (1 byggnad)                                                                           | 1785                        |                                | Nygatan 25                                                                                     | 57.64054, 18.29859 |                | Se fler bilder av denna byggnad · Ladda upp en till bild av denna byggnad |
| Kv Bägaren 4 (Visby Bägaren 4)                                                                                           | Bostadshus (1 byggnad)                                                                           | 1799                        |                                | Nygatan 23                                                                                     | 57.64046, 18.29855 |                | Se fler bilder av denna byggnad · Ladda upp en till bild av denna byggnad |
| Kv Bägaren 6 (Visby Bägaren 6)                                                                                           | Bostadshus (1 byggnad)                                                                           | 1697                        |                                | Klintgränd 3, Nygatan 19                                                                       | 57.64021, 18.29836 |                | Se fler bilder av denna byggnad · Ladda upp en till bild av denna byggnad |
| Kv Bägaren 11 (Visby Bägaren 11)                                                                                         | Bostadshus (1 byggnad)                                                                           | 1600-talet                  |                                | Klintgränd 1                                                                                   | 57.64027, 18.29824 |                | Se fler bilder av denna byggnad · Ladda upp en till bild av denna byggnad |
| Clematishuset (Visby Pressen 6)                                                                                          | Borgargård (1 byggnad)                                                                           | 1000-talet - 1500-talet     |                                | Strandgatan 20                                                                                 | 57.64038, 18.29327 |                | Se fler bilder av denna byggnad · Ladda upp en till bild av denna byggnad |
| Cramérska huset (Visby Novisen 5)                                                                                        | Borgargård (1 byggnad)                                                                           | 1200-talet                  |                                | Nunnegränd 4, S:t Lars gränd 1                                                                 | 57.64133, 18.29570 |                | Se fler bilder av denna byggnad · Ladda upp en till bild av denna byggnad |
| Kvarteret Laboratorn 5, fd. DBW-Bankhuset, (Visby Laboratorn 5)                                                          | Bank, hypoteksförening (1 byggnad)                                                               | 1903                        |                                | Södra Kyrkogatan 3, Schweitzergränd 5                                                          | 57.63952, 18.29594 |                | Se fler bilder av denna byggnad · Ladda upp en till bild av denna byggnad |
| Dahlströmska huset (Visby Svartbrodern 3)                                                                                | Borgargård (4 byggnader)                                                                         | 1200-talet                  |                                | Mellangatan 22, Rådstugugränd 1                                                                | 57.63895, 18.29321 |                | Se fler bilder av denna byggnad · Ladda upp en till bild av denna byggnad |
| Donners plats hotell (Visby Kronan 1)                                                                                    | Borgargård (1 byggnad)                                                                           | 1880                        |                                | Kronstallgränd 1, Donners plats 6, Volters gränd 2, Mellangatan 9                              | 57.63853, 18.29184 |                | Se fler bilder av denna byggnad · Ladda upp en till bild av denna byggnad |
| Donnerska huset i Visby, fd. Riksbankshuset, fd. Posthuset (Visby Trafiken 1)                                            | Handelshus och handelskompani, telegrafstation och televerk, posthus och poststation (1 byggnad) | 1200-talet                  |                                | Donners plats 1, Donnersgatan 8, Hamngatan 5                                                   | 57.63914, 18.29086 |                | Se fler bilder av denna byggnad · Ladda upp en till bild av denna byggnad |
| Kv Fiskaren 7 (Visby Fiskaren 7)                                                                                         | Borgargård (1 byggnad)                                                                           | 1697 eller tidigare         |                                | Fiskargränd 1, Strandgatan 52                                                                  | 57.64303, 18.29239 |                | Se fler bilder av denna byggnad · Ladda upp en till bild av denna byggnad |
| Kv Flintan 3 (Visby Flintan 3)                                                                                           | Bostadshus (1 byggnad)                                                                           | 1732                        |                                | Bredgatan 9                                                                                    | 57.63628, 18.29125 |                | Se fler bilder av denna byggnad · Ladda upp en till bild av denna byggnad |
| Kv Fregatten 9 (Visby Fregatten 9)                                                                                       | Borgargård (2 byggnader)                                                                         | 1750-talet                  |                                | Strandgatan 17                                                                                 | 57.64129, 18.29245 |                | Se fler bilder av denna byggnad · Ladda upp en till bild av denna byggnad |
| Kv Fregatten 12 (Visby Fregatten 12)                                                                                     | Borgargård, barnhem (2 byggnader)                                                                | 1100-talet till 1400-talet  |                                | Birgers gränd, Packhusplan 1                                                                   | 57.64030, 18.29244 |                | Se fler bilder av denna byggnad · Ladda upp en till bild av denna byggnad |
| Frimurarlogen (Visby S:t Nikolaus 6-7)                                                                                   | Ordenshus (4 byggnader)                                                                          | 1200-talet                  |                                | Smedjegatan 17-19                                                                              | 57.64380, 18.29828 |                | Se fler bilder av denna byggnad · Ladda upp en till bild av denna byggnad |
| Frälsningsarmén (Visby Hornet 2)                                                                                         | Borgargård, handelsgård, frikyrka (1 byggnad)                                                    | 1200-talets mitt            |                                | Mellangatan 21, Danzigergränd 4, Dubbens gränd 3                                               | 57.63990, 18.29338 |                | Se fler bilder av denna byggnad · Ladda upp en till bild av denna byggnad |
| Gamla Residenset (Visby Residenset 6)                                                                                    | Residens (1 byggnad)                                                                             | 1100-talet till 1400-talet  |                                | Strandgatan 7                                                                                  | 57.63860, 18.29067 |                | Ladda upp en till bild av denna byggnad                                   |
| fd. Rådhuset i Visby (Visby Rådhuset 7)                                                                                  | Borgargård, rådhus, kommunalhus (3 byggnader)                                                    | 1200-talet                  |                                | S:t Hansgatan 25, 27, Mellangatan 36, Rådhusplan 3                                             | 57.64024, 18.29412 |                | Se fler bilder av denna byggnad · Ladda upp en till bild av denna byggnad |
| Gamla apoteket och Mahognyvillan (Visby Apoteket 4, 5 och 6)                                                             | Borgargård, handelsgård (4 byggnader)                                                            | 1200-talet                  |                                | Lybska gränd 1-7, Mellangatan 33-35, Strandgatan 28                                            | 57.64130, 18.29358 |                | Se fler bilder av denna byggnad · Ladda upp en till bild av denna byggnad |
| Gildhuset, (Visby S:ta Maria 23)                                                                                         | Skola (1 byggnad)                                                                                | 1100-talet till 1400-talet  |                                | Norra Kyrkogatan 2, Västra Kyrkogatan 2, Ryska gränd 24                                        | 57.64216, 18.29866 |                | Se fler bilder av denna byggnad · Ladda upp en till bild av denna byggnad |
| Kv Gjutaren 2 (Visby Gjutaren 2)                                                                                         | Bostadshus (1 byggnad)                                                                           | 1600-talets mitt            |                                | Kryddgränd 4, Tunnbindaregatan 13                                                              | 57.63835, 18.29657 |                | Se fler bilder av denna byggnad · Ladda upp en till bild av denna byggnad |
| Kv Gjutaren 6 (Visby Gjutaren 6)                                                                                         | Borgargård (1 byggnad)                                                                           | 1100-talet till 1400-talet  |                                | Kanngjutaregränd 2, Tunnbindaregatan 9                                                         | 57.63793, 18.29610 |                | Se fler bilder av denna byggnad · Ladda upp en till bild av denna byggnad |
| Kv Gluggen 1 (Visby Gluggen 1)                                                                                           | Bostadshus (1 byggnad)                                                                           | 1800-talets första hälft    |                                | Korsgränd 4-6, Lancastergränd 6, Norra Murgatan 31                                             | 57.64193, 18.30031 |                | Se fler bilder av denna byggnad · Ladda upp en till bild av denna byggnad |
| Kv Gluggen 2 (Visby Gluggen 2)                                                                                           | Bostadshus (1 byggnad)                                                                           | 1760-talet                  |                                | Korsgränd 2, Norra Murgatan 29, Uddens gränd 11                                                | 57.64173, 18.30023 |                | Se fler bilder av denna byggnad · Ladda upp en till bild av denna byggnad |
| Gotlands fornsal (Visby Museet 1 och 2)                                                                                  | Borgargård, handelsgård, bränneri (6 byggnader)                                                  | 1200-talet                  |                                | Brännerigränd 1-3, Dubbens gränd 2-4, Mellangatan 19, Strandgatan 12-14                        | 57.63954, 18.29278 |                | Se fler bilder av denna byggnad · Ladda upp en till bild av denna byggnad |
| Kv Gråbrodern 4 (Visby Gråbrodern 4)                                                                                     | Borgargård, handelsgård (3 byggnader)                                                            | 1200-talet                  |                                | S:t Hansgatan 20, Hästgatan 7                                                                  | 57.63868, 18.29354 |                | Se fler bilder av denna byggnad · Ladda upp en till bild av denna byggnad |
| Kv Gråbrodern 5 (Visby Gråbrodern 5)                                                                                     | Borgargård (2 byggnader)                                                                         | 1100-talet till 1400-talet  |                                | S:t Hansgatan 22                                                                               | 57.63876, 18.29374 |                | Se fler bilder av denna byggnad · Ladda upp en till bild av denna byggnad |
| Kv Gråbrodern 6 (Visby Gråbrodern 6)                                                                                     | Borgargård (2 byggnader)                                                                         | 1700-talets mitt            |                                | S:t Hansgatan 24                                                                               | 57.63889, 18.29386 |                | Se fler bilder av denna byggnad · Ladda upp en till bild av denna byggnad |
| Kv Gråbrodern 7 (Visby Gråbrodern 7)                                                                                     | Borgargård (3 byggnader)                                                                         | 1600-talet                  |                                | Hamburgergränd 2, S:t Hansgatan 26                                                             | 57.63902, 18.29394 |                | Se fler bilder av denna byggnad · Ladda upp en till bild av denna byggnad |
| Kv Gråbrodern 9 (Visby Gråbrodern 9)                                                                                     | Bostadshus (inga registrerade byggnader)                                                         | 1100-talet?                 |                                | Hästgatan 11A                                                                                  | 57.63867, 18.29466 |                | Se fler bilder av denna byggnad · Ladda upp en till bild av denna byggnad |
| Kv Gråbrodern 14 (Visby Gråbrodern 14)                                                                                   | Borgargård (2 byggnader)                                                                         | 1100-talet till 1400-talet  |                                | Hästgatan 9                                                                                    | 57.63866, 18.29394 |                | Se fler bilder av denna byggnad · Ladda upp en till bild av denna byggnad |
| Kv Hammaren 11 (Visby Hammaren 11)                                                                                       | Borgargård (2 byggnader)                                                                         | 1100-talet till 1400-talet  |                                | S:t Hansgatan 1                                                                                | 57.63719, 18.29044 |                | Se fler bilder av denna byggnad · Ladda upp en till bild av denna byggnad |
| Kv Helgeandshuset 6-7 (Visby Helgeandshuset 6-7; fd. Helgeandshuset 5)                                                   | Borgargård (2 byggnader)                                                                         | 1700                        |                                | Biskopsgatan 1, Smedjegatan 4                                                                  | 57.64256, 18.29682 |                | Se fler bilder av denna byggnad · Ladda upp en till bild av denna byggnad |
| Kv Helgeandshuset 8 (Visby Helgeandshuset 8; fd. Helgeandshuset 4)                                                       | Boställe, prästgård (4 byggnader)                                                                | 1771                        |                                | Biskopsgatan 3, Västra Kyrkogatan 7                                                            | 57.64233, 18.29780 |                | Se fler bilder av denna byggnad · Ladda upp en till bild av denna byggnad |
| Kv Hypoteket 1 (Visby Hypoteket 1)                                                                                       | Borgargård, handelsgård (5 byggnader)                                                            | 1100-talet till 1400-talet  |                                | Donners plats 8, Hästgatan 2, Mellangatan 11, Volters gränd 1                                  | 57.63881, 18.29180 |                | Se fler bilder av denna byggnad · Ladda upp en till bild av denna byggnad |
| Kv Hypoteket 2 (Visby Hypoteket 2)                                                                                       | Borgargård (1 byggnad)                                                                           | 1100-talet till 1400-talet  |                                | Hästgatan 4, Mellangatan 13                                                                    | 57.63886, 18.29198 |                | Se fler bilder av denna byggnad · Ladda upp en till bild av denna byggnad |
| Kv Höjden 1 (Visby Höjden 1)                                                                                             | Bostadshus (1 byggnad)                                                                           | 1863                        |                                | Nygatan 61                                                                                     | 57.64390, 18.30071 |                | Se fler bilder av denna byggnad · Ladda upp en till bild av denna byggnad |
| Kv Höjden 2 (Visby Höjden 2)                                                                                             | Bostadshus (1 byggnad)                                                                           | 1800-talets sista hälft     |                                | Nygatan 59                                                                                     | 57.64371, 18.30062 |                | Se fler bilder av denna byggnad · Ladda upp en till bild av denna byggnad |
| Kv Kalvskinnet 3 (Visby Kalvskinnet 3)                                                                                   | Borgargård (1 byggnad)                                                                           | 1846                        |                                | Birgers gränd 2, Packhusplan 3, Strandgatan 15A                                                | 57.64082, 18.29276 |                | Se fler bilder av denna byggnad · Ladda upp en till bild av denna byggnad |
| Kv Kannan 1 (Visby Kannan 1)                                                                                             | Borgargård (3 byggnader)                                                                         | 1750                        |                                | Adelsgatan 46, Kanngjutaregränd 5                                                              | 57.63819, 18.29580 |                | Se fler bilder av denna byggnad · Ladda upp en till bild av denna byggnad |
| Kv Kannan 2 (Visby Kannan 2)                                                                                             | Borgargård, hantverkargård (1 byggnad)                                                           | 1100-talet till 1400-talet  |                                | Adelsgatan 44, Kanngjutaregränd 3                                                              | 57.63808, 18.29562 |                | Se fler bilder av denna byggnad · Ladda upp en till bild av denna byggnad |
| Kv Kantorn 6 (Visby Kantorn 6)                                                                                           | Bostadshus (1 byggnad)                                                                           | 1700-talets slut            |                                | S:t Klemensgatan 1, Tranhusgatan 14                                                            | 57.64382, 18.29615 |                | Se fler bilder av denna byggnad · Ladda upp en till bild av denna byggnad |
| Kv Kapellet 5 (Visby Kapellet 5)                                                                                         | Tullmagasin, packhus (2 byggnader)                                                               | 1200-talet                  |                                | Hambugergränd 1, S:t Hansgatan 28 Lungbergska huset                                            | 57.63921, 18.29412 |                | Se fler bilder av denna byggnad · Ladda upp en till bild av denna byggnad |
| Kv Kaplanen 8 (Visby Kaplanen 8)                                                                                         | Bostadshus (4 byggnader)                                                                         | 1300-talet                  |                                | Södra Kyrkogatan 17, Västra Kyrkogatan 1                                                       | 57.64150, 18.29709 |                | Se fler bilder av denna byggnad · Ladda upp en till bild av denna byggnad |
| Kv Kilen 3 (Visby Kilen 3)                                                                                               | Borgargård (3 byggnader)                                                                         | 1200-talet till 1400-talet  |                                | Kilgränd 2, Mellangatan 5                                                                      | 57.63814, 18.29113 |                | Se fler bilder av denna byggnad · Ladda upp en till bild av denna byggnad |
| Klinten i Visby (84 fastigheter inklusive gatumark, parkmark och torg)                                                   | Bostadshus, gatumark (inga registrerade byggnader)                                               | 1700-talet                  |                                | Klinttorget, Klintgränd och däromkring                                                         | 57.63995, 18.29836 |                | Se fler bilder av denna byggnad · Ladda upp en till bild av denna byggnad |
| Kvarteret Priorn 14, fd. Tekniska skolan (Visby Priorn 14)                                                               | Skola, läroverk, katedralskola (1 byggnad)                                                       | 1778                        |                                | Skolgatan 3                                                                                    | 57.64167, 18.29654 |                | Se fler bilder av denna byggnad · Ladda upp en till bild av denna byggnad |
| Visby botaniska trädgård (De Badande Wännernas trädgård) (Visby Innerstaden 1:4-6 o 1:23-24 o S:t Olof 2-7 o 25-26 o 29) | Botanisk trädgård                                                                                | 1855                        | Sällskapet De Badande Wännerna | Mellan Studentallén, S:t Olofs gränd, Tranhusgatan och Silverhättan                            | 57.64405, 18.29430 |                | Se fler bilder av denna byggnad · Ladda upp en till bild av denna byggnad |
| Kv Östermur 6 (Visby Östermur 6)                                                                                         | Bostadshus (1 byggnad)                                                                           | 1779                        |                                | Norra Murgatan 22                                                                              | 57.64081, 18.30008 |                | Se fler bilder av denna byggnad · Ladda upp en till bild av denna byggnad |
| Kvarteret Klinten 8 (Visby Klinten 8)                                                                                    | Bostadshus (2 byggnader)                                                                         | 1700-talets mitt            |                                | Norderklint 8, Nygatan 45                                                                      | 57.64247, 18.29975 |                | Ladda upp en till bild av denna byggnad                                   |
| Kvarteret Klinten 9 (Visby Klinten 9)                                                                                    | Bostadshus (1 byggnad)                                                                           | 1785                        |                                | Norderklint 6, Nygatan 43                                                                      | 57.64238, 18.29970 |                | Ladda upp en till bild av denna byggnad                                   |
| Kvarteret Klinten 12 (Visby Klinten 12)                                                                                  | Bostadshus (1 byggnad)                                                                           | 1761                        |                                | Kyrkberget 9, Nygatan 39                                                                       | 57.64217, 18.29968 |                | Ladda upp en till bild av denna byggnad                                   |
| Kvarteret Klinten 16 (Visby Klinten 16)                                                                                  | Bostadshus (1 byggnad)                                                                           | 1800                        |                                | Norderklint 10                                                                                 | 57.64262, 18.29973 |                | Ladda upp en till bild av denna byggnad                                   |
| Kvarteret Kruset 3 (Visby Kruset 3)                                                                                      | Bostadshus (1 byggnad)                                                                           | 1820-talet                  |                                | Nygatan 13                                                                                     | 57.63974, 18.29806 |                | Ladda upp en till bild av denna byggnad                                   |
| Kvarteret Kruset 4 (Visby Kruset 4)                                                                                      | Bostadshus (1 byggnad)                                                                           | 1700-talets slut            |                                | Nygatan 11                                                                                     | 57.63965, 18.29803 |                | Ladda upp en till bild av denna byggnad                                   |
| Kvarteret Kruset 6 (Visby Kruset 6)                                                                                      | Bostadshus (1 byggnad)                                                                           | 1700-talets slut            |                                | Nygatan 7, Torngränd 5                                                                         | 57.63947, 18.29779 |                | Ladda upp en till bild av denna byggnad                                   |
| Kvarteret Kruset 8 (Visby Kruset 8)                                                                                      | Bostadshus (2 byggnader)                                                                         | 1860                        |                                | Torngränd 1, Trappgatan 2                                                                      | 57.63966, 18.29737 |                | Ladda upp en till bild av denna byggnad                                   |
| Kvarteret Kruset 11 (Visby Kruset 11)                                                                                    | Bostadshus (1 byggnad)                                                                           | 1780-talet                  |                                | Trappgatan 8                                                                                   | 57.63999, 18.29761 |                | Ladda upp en till bild av denna byggnad                                   |
| Kvarteret Kruttornet 8 (Visby Kruttornet 8)                                                                              | Bostadshus (1 byggnad)                                                                           | 1870                        |                                | Strandgatan 35                                                                                 | 57.64259, 18.29175 |                | Ladda upp en till bild av denna byggnad                                   |
| Kvarteret Krämaren 2 (Visby Krämaren 2)                                                                                  | Bostadshus, flerbostadshusområde med lokaler (1 byggnad)                                         | 1200-talet till 1400-talet  |                                | Knägränd 7, Wallérs plats 4                                                                    | 57.63889, 18.29614 |                | Ladda upp en till bild av denna byggnad                                   |
| Kvarteret Krämaren 4 (Visby Krämaren 4)                                                                                  | Borgargård (1 byggnad)                                                                           | 1600-talets slut            |                                | Knägränd 3                                                                                     | 57.63867, 18.29615 |                | Ladda upp en till bild av denna byggnad                                   |
| Kvarteret Källaren 2 (Visby Källaren 2)                                                                                  | Borgargård (2 byggnader)                                                                         | 1200-talet till 1400-talet  |                                | Mellangatan 46, S:t Hansgatan 35                                                               | 57.64095, 18.29444 |                | Ladda upp en till bild av denna byggnad                                   |
| Kvarteret Källaren 3 (Visby Källaren 3)                                                                                  | Borgargård (2 byggnader)                                                                         | 1200-talet till 1400-talet  |                                | Rewals gränd 3, S:t Hansgatan 33                                                               | 57.64073, 18.29437 |                | Ladda upp en till bild av denna byggnad                                   |
| Kvarteret Källaren 4 (Visby Källaren 4)                                                                                  | Bostadshus (1 byggnad)                                                                           | 1800-talets början          |                                | Mellangatan 42, Rewals gränd 1                                                                 | 57.64070, 18.29405 |                | Ladda upp en till bild av denna byggnad                                   |
| Kvarteret Köpmannen 1 (Visby Köpmannen 1)                                                                                | Borgargård (3 byggnader)                                                                         | 1200-talet till 1400-talet  |                                | Stettinergränd 6, Södra Kyrkogatan 1                                                           | 57.63920, 18.29584 |                | Ladda upp en till bild av denna byggnad                                   |
| Kvarteret Låset 4 (Visby Låset 4)                                                                                        | Bostadshus (1 byggnad)                                                                           | 1780                        |                                | Norra Murgatan 23                                                                              | 57.64109, 18.29997 |                | Ladda upp en till bild av denna byggnad                                   |
| Kvarteret Låset 5 (Visby Låset 5)                                                                                        | Bostadshus (1 byggnad)                                                                           | 1780-talet                  |                                | Norra Murgatan 21                                                                              | 57.64100, 18.29990 |                | Ladda upp en till bild av denna byggnad                                   |
| Kvarteret Låset 7 (Visby Låset 7)                                                                                        | Bostadshus (1 byggnad)                                                                           | 1800-talet                  |                                | Murgränd 3                                                                                     | 57.64099, 18.29942 |                | Ladda upp en till bild av denna byggnad                                   |
| Kvarteret Låset 10 (Visby Låset 10)                                                                                      | Bostadshus (1 byggnad)                                                                           | 1700-talet                  |                                | Uddens gränd 6                                                                                 | 57.64123, 18.29941 |                | Ladda upp en till bild av denna byggnad                                   |
| Kvarteret Låset 11 (Visby Låset 11)                                                                                      | Bostadshus (1 byggnad)                                                                           | 1700-talets mitt            |                                | Uddens gränd 8                                                                                 | 57.64129, 18.29958 |                | Ladda upp en till bild av denna byggnad                                   |
| Kvarteret Låset 13 (Visby Låset 13)                                                                                      | Bostadshus (2 byggnader)                                                                         | 1765                        |                                | Uddens gränd 12                                                                                | 57.64144, 18.29972 |                | Ladda upp en till bild av denna byggnad                                   |
| Kvarteret Låset 14 (Visby Låset 14)                                                                                      | Bostadshus, flerbostadshusområde med kategoriboende (1 byggnad)                                  | 1765                        |                                | Norra Murgatan 27, Uddens gränd 14-16                                                          | 57.64156, 18.29999 |                | Ladda upp en till bild av denna byggnad                                   |
| Kvarteret Låset 15 (Visby Låset 15)                                                                                      | Bostadshus, flerbostadshusområde med kategoriboende (1 byggnad)                                  | 1864                        |                                | Norra Murgatan 25                                                                              | 57.64130, 18.30006 |                | Ladda upp en till bild av denna byggnad                                   |
| Kvarteret Muren 3 (Visby Muren 3)                                                                                        | Bostadshus (1 byggnad)                                                                           | 1700-talets mitt            |                                | Norra Murgatan 58                                                                              | 57.64323, 18.30103 |                | Ladda upp en till bild av denna byggnad                                   |
| Kvarteret Muren 4 (Visby Muren 4)                                                                                        | Bostadshus (1 byggnad)                                                                           | 1762                        |                                | Norra Murgatan 56                                                                              | 57.64314, 18.30099 |                | Ladda upp en till bild av denna byggnad                                   |
| Kvarteret Muren 5 (Visby Muren 5)                                                                                        | Bostadshus (1 byggnad)                                                                           | 1981                        |                                | Norra Murgatan 54                                                                              | 57.64303, 18.30097 |                | Ladda upp en till bild av denna byggnad                                   |
| Kvarteret Muren 7 (Visby Muren 7)                                                                                        | Bostadshus (1 byggnad)                                                                           | 1700-talets mitt            |                                | Norra Murgatan 50                                                                              | 57.64279, 18.30086 |                | Ladda upp en till bild av denna byggnad                                   |
| Kvarteret Muren 12 (Visby Muren 12)                                                                                      | Bostadshus (1 byggnad)                                                                           | 1860-talet                  |                                | Norra Murgatan 40                                                                              | 57.64214, 18.30063 |                | Ladda upp en till bild av denna byggnad                                   |
| Kvarteret Muren 14 (Visby Muren 14)                                                                                      | Bostadshus (1 byggnad)                                                                           | 1780-talet                  |                                | Norra Murgatan 36                                                                              | 57.64197, 18.30056 |                | Ladda upp en till bild av denna byggnad                                   |
| Kvarteret Muren 15 (Visby Muren 15)                                                                                      | Bostadshus (1 byggnad)                                                                           | 1753                        |                                | Norra Murgatan 34                                                                              | 57.64170, 18.30042 |                | Ladda upp en till bild av denna byggnad                                   |
| Kvarteret Mynthuset 2 (Visby Mynthuset 2)                                                                                | Bostadshus (1 byggnad)                                                                           | 1870-talet                  |                                | Nygatan 70                                                                                     | 57.64439, 18.30099 |                | Ladda upp en till bild av denna byggnad                                   |
| Kvarteret Norrbacke 7 (Visby Norrbacke 7)                                                                                | Bostadshus (1 byggnad)                                                                           | 1800-talets mitt            |                                | Norra Murgatan 45, Nygatan 56                                                                  | 57.64285, 18.30058 |                | Ladda upp en till bild av denna byggnad                                   |
| Kvarteret Norrbacke 8 (Visby Norrbacke 8)                                                                                | Bostadshus (1 byggnad)                                                                           | 1700-talets mitt            |                                | Norra Murgatan 43                                                                              | 57.64275, 18.30064 |                | Ladda upp en till bild av denna byggnad                                   |
| Kvarteret Norrbacke 9 (Visby Norrbacke 9)                                                                                | Bostadshus (1 byggnad)                                                                           | 1770-talet                  |                                | Nygatan 54                                                                                     | 57.64281, 18.30032 |                | Ladda upp en till bild av denna byggnad                                   |
| Kvarteret Norrbacke 10 (Visby Norrbacke 10)                                                                              | Bostadshus (1 byggnad)                                                                           | 1860-talet                  |                                | Nygatan 58                                                                                     | 57.64301, 18.30049 |                | Ladda upp en till bild av denna byggnad                                   |
| Kvarteret Novisen 4 (Visby Novisen 4)                                                                                    | Borgargård (inga registrerade byggnader)                                                         | 1730-tal, medeltida murverk |                                | S:t Drottensgatan 5, S:t Lars gränd 3                                                          | 57.64126, 18.29617 |                | Ladda upp en till bild av denna byggnad                                   |
| Kvarteret Nunnam 1 (Visby Nunnan 1)                                                                                      | Borgargård (1 byggnad)                                                                           | 1516                        |                                | Nunnegränd 2, S:t Drottensgatan 1-3, S:t Lars gränd 2-4, Stora Torget 5-9, Södra Kyrkogatan 11 | 57.64092, 18.29629 |                | Ladda upp en till bild av denna byggnad                                   |
| Kvarteret Porten 1 (Visby Porten 1)                                                                                      | Bostadshus (1 byggnad)                                                                           | 1760-talet                  |                                | Nygatan 52                                                                                     | 57.64266, 18.30023 |                | Ladda upp en till bild av denna byggnad                                   |
| Norra Murgatan 39 Kvarteret Porten 3 (Visby Porten 3)                                                                    | Bostadshus (inga byggnader)                                                                      | 1600-talet                  |                                | Norra Murgatan 39                                                                              | 57.64350, 18.30092 |                | Ladda upp en till bild av denna byggnad                                   |
| Kvarteret Porten 5 (Visby Porten 5)                                                                                      | Bostadshus (2 byggnader)                                                                         | 1700-talets slut            |                                | Norra Murgatan 35                                                                              | 57.64219, 18.30042 |                | Ladda upp en till bild av denna byggnad                                   |
| Kvarteret Porten 6 (Visby Porten 6)                                                                                      | Bostadshus (inga registrerade byggnader)                                                         | 1700-talet                  |                                | Lancastergränd 3, Norra Murgatan 33                                                            | 57.64207, 18.30038 |                | Ladda upp en till bild av denna byggnad                                   |
| Kvarteret Porten 12 (Visby Porten 12)                                                                                    | Bostadshus (1 byggnad)                                                                           | 1700-talets mitt            |                                | Nygatan 46                                                                                     | 57.64227, 18.29997 |                | Ladda upp en till bild av denna byggnad                                   |
| Kvarteret Pressen 1 (Visby Pressen 1)                                                                                    | Borgargård (2 byggnader)                                                                         | 1700-talets slut            |                                | Kompanigränd 1, Strandgatan 24                                                                 | 57.64079, 18.29335 |                | Ladda upp en till bild av denna byggnad                                   |
| Kvarteret Pressen 2 (Visby Pressen 2)                                                                                    | Borgargård (inga byggnader)                                                                      | 1700-talet                  |                                | Kompanigränd 4, Mellangatan 27                                                                 | 57.64074, 18.29377 |                | Ladda upp en till bild av denna byggnad                                   |
| Kvarteret Pressen 3 (Visby Pressen 3)                                                                                    | Borgargård (inga registrerade byggnader)                                                         | 1700-talets mitt            |                                | Mellangatan 25                                                                                 | 57.64045, 18.29375 |                | Ladda upp en till bild av denna byggnad                                   |
| Kvarteret Pressen 4 (Visby Pressen 4)                                                                                    | Borgargård (1 byggnad)                                                                           | 1200-talet                  |                                | Danzigergränd 3, Mellangatan 23                                                                | 57.64016, 18.29359 |                | Ladda upp en till bild av denna byggnad                                   |
| Kvarteret Pressen 5 (Visby Pressen 5)                                                                                    | Borgargård, handelsgård (1 byggnad)                                                              | 1200-talet till 1400-talet  |                                | Danzigergränd 1, Strandgatan 18                                                                | 57.64022, 18.29314 |                | Ladda upp en till bild av denna byggnad                                   |
| Kvarteret Pressen 7 (Visby Pressen 7)                                                                                    | Borgargård (inga byggnader)                                                                      | 1836                        |                                | Strandgatan 22                                                                                 | 57.64068, 18.29325 |                | Ladda upp en till bild av denna byggnad                                   |
| Kvarteret Priorn 3 (Visby Priorn 3)                                                                                      | Borgargård (1 byggnad)                                                                           | 1200-talet                  |                                | Biskopsgatan 6, Västra Kyrkogatan 5                                                            | 57.64225, 18.29718 |                | Ladda upp en till bild av denna byggnad                                   |
| Kvarteret Priorn 7 (Visby Priorn 7) Kapitelhuset, Visby                                                                  | Borgargård (4 byggnader)                                                                         | 1200-talet                  |                                | S:t Drottensgatan 10                                                                           | 57.64212, 18.29570 |                | Ladda upp en till bild av denna byggnad                                   |
| Kvarteret Priorn 13 (Visby Priorn 13)                                                                                    | Borgargård (1 byggnad)                                                                           | 1761                        |                                | Skolgatan 5, Västra Kyrkogatan 3                                                               | 57.64189, 18.29705 |                | Ladda upp en till bild av denna byggnad                                   |
| Kvarteret Priorn 15 (Visby Priorn 15)                                                                                    | Borgargård (1 byggnad)                                                                           | 1200-talet                  |                                | Skolgatan 1, S:t Drottensgatan 6                                                               | 57.64166, 18.29612 |                | Ladda upp en till bild av denna byggnad                                   |
| Kvarteret Remmaren 5 (Visby Remmaren 5)                                                                                  | Bostadshus (1 byggnad)                                                                           | 1780-talet                  |                                | Norra Murgatan 13                                                                              | 57.64060, 18.29964 |                | Ladda upp en till bild av denna byggnad                                   |
| Kvarteret Remmaren 8 (Visby Remmaren 8)                                                                                  | Bostadshus (1 byggnad)                                                                           | 1780-talet                  |                                | Norra Murgatan 7                                                                               | 57.64032, 18.29946 |                | Ladda upp en till bild av denna byggnad                                   |
| Kvarteret Remmaren 9 (Visby Remmaren 9)                                                                                  | Bostadshus (1 byggnad)                                                                           | 1780-talet                  |                                | Norra Murgatan 5                                                                               | 57.64024, 18.29940 |                | Ladda upp en till bild av denna byggnad                                   |
| Kvarteret Remmaren 10 (Visby Remmaren 10)                                                                                | Bostadshus (1 byggnad)                                                                           | 1780-talet                  |                                | Norra Murgatan 3                                                                               | 57.64015, 18.29934 |                | Ladda upp en till bild av denna byggnad                                   |
| Kvarteret Remmaren 11 (Visby Remmaren 11)                                                                                | Bostadshus (1 byggnad)                                                                           | 1780-talet                  |                                | Klinttorget 7, Norra Murgatan 1                                                                | 57.63993, 18.29918 |                | Ladda upp en till bild av denna byggnad                                   |
| Kvarteret Remmaren 12 (Visby Remmaren 12)                                                                                | Bostadshus (1 byggnad)                                                                           | 1780-talet                  |                                | Klinttorget 5                                                                                  | 57.63994, 18.29900 |                | Ladda upp en till bild av denna byggnad                                   |
| Kvarteret Remmaren 13 (Visby Remmaren 13)                                                                                | Bostadshus (1 byggnad)                                                                           | 1780-talet                  |                                | Klinttorget 3                                                                                  | 57.64001, 18.29875 |                | Ladda upp en till bild av denna byggnad                                   |
| Kvarteret Remmaren 14 (Visby Remmaren 14)                                                                                | Bostadshus, affärshus (2 byggnader)                                                              | 1840-talet                  |                                | Klinttorget 1, Nygatan 14                                                                      | 57.64012, 18.29860 |                | Ladda upp en till bild av denna byggnad                                   |
| Kvarteret Remmaren 15 (Visby Remmaren 15)                                                                                | Bostadshus (1 byggnad)                                                                           | 1780-talet                  |                                | Nygatan 16                                                                                     | 57.64028, 18.29867 |                | Ladda upp en till bild av denna byggnad                                   |
| Kvarteret Remmaren 16 (Visby Remmaren 16)                                                                                | Bostadshus (1 byggnad)                                                                           | 1780-talet                  |                                | Nygatan 18                                                                                     | 57.64036, 18.29880 |                | Ladda upp en till bild av denna byggnad                                   |
| Kvarteret Remmaren 17 (Visby Remmaren 17)                                                                                | Bostadshus (1 byggnad)                                                                           | 1780-talet                  |                                | Nygatan 20                                                                                     | 57.64045, 18.29884 |                | Ladda upp en till bild av denna byggnad                                   |
| Kvarteret Remmaren 20 (Visby Remmaren 20)                                                                                | Bostadshus (1 byggnad)                                                                           | 1780-talet                  |                                | Nygatan 26                                                                                     | 57.64072, 18.29898 |                | Ladda upp en till bild av denna byggnad                                   |
| Kvarteret Remmaren 21 (Visby Remmaren 21)                                                                                | Bostadshus (1 byggnad)                                                                           | 1785                        |                                | Nygatan 28                                                                                     | 57.64081, 18.29904 |                | Ladda upp en till bild av denna byggnad                                   |
| Kvarteret Rådhuset 1 (Visby Rådhuset 1)                                                                                  | Borgargård (1 byggnad)                                                                           | 1100-talet till 1400-talet  |                                | Rewals gränd 4, S:t Hansgatan 31                                                               | 57.64057, 18.29446 |                | Ladda upp en till bild av denna byggnad                                   |
| Kvarteret Rådhuset 8 (Visby Rådhuset 8)                                                                                  | Bostadshus (1 byggnad)                                                                           | 1200-talet till 1400-talet  |                                | S:t Hansgatan 29                                                                               | 57.64048, 18.29445 |                | Ladda upp en till bild av denna byggnad                                   |
| Kvarteret S:t Hans 3 (Visby S:t Hans 3)                                                                                  | Borgargård, handelsgård (7 byggnader)                                                            | 1100-talet och senare       |                                | Hästgatan 8, S:t Hans plan 4, S:t Pers gränd 5                                                 | 57.63836, 18.29333 |                | Ladda upp en till bild av denna byggnad                                   |
| Kvarteret S:t Lars 11-12 (Visby S:t Lars 11-12; fd S:t Lars 3)                                                           | Borgargård (2 byggnader)                                                                         | 1600-talet eller 1700-talet |                                | Nunnegränd 5, Syskongatan 6                                                                    | 57.64151, 18.29533 |                | Ladda upp en till bild av denna byggnad                                   |
| Kvarteret S:t Nikolaus 9 (Visby S:t Nikolaus 9)                                                                          | Bostadshus (inga byggnader)                                                                      | 1875                        |                                | Smedjegatan 13                                                                                 | 57.64361, 18.29795 |                | Ladda upp en till bild av denna byggnad                                   |
| Kvarteret S:t Olof 8 (Visby S:t Olof 8)                                                                                  | Bostadshus (1 byggnad)                                                                           | 1760-talet                  |                                | Tranhusgatan 11                                                                                | 57.64318, 18.29530 |                | Ladda upp en till bild av denna byggnad                                   |
| Kvarteret S:t Olof 24 (Visby S:t Olof 24)                                                                                | Bostadshus (1 byggnad)                                                                           | 1700-talet                  |                                | S:t Olofs gränd 6, Säcken 1                                                                    | 57.64293, 18.29385 |                | Ladda upp en till bild av denna byggnad                                   |
| Kvarteret S:t Olof 30 (Visby S:t Olof 30)                                                                                | Bostadshus (inga byggnader)                                                                      | 1100-talet till 1500-talet  |                                | Tranhusgatan 3-5                                                                               | 57.64283, 18.29524 |                | Ladda upp en till bild av denna byggnad                                   |
| Kvarteret S:ta Gertrud 1 (Visby S:ta Gertrud 1)                                                                          | Bostadshus (1 byggnad)                                                                           | 1100-talet till 1400-talet  |                                | Odalgatan 8, Norra Kyrkogatan 19                                                               | 57.64437, 18.30016 |                | Ladda upp en till bild av denna byggnad                                   |
| Kvarteret S:ta Gertrud 2 (Visby S:ta Gertrud 2)                                                                          | Borgargård (2 byggnader)                                                                         | 1700-talets mitt            |                                | Norra Kyrkogatan 17, Odalgatan 6                                                               | 57.64426, 18.29988 |                | Ladda upp en till bild av denna byggnad                                   |
| Kvarteret S:ta Gertrud 5 (Visby S:ta Gertrud 5)                                                                          | Bostadshus (2 byggnader)                                                                         | 1600-talet                  |                                | Norra Kyrkogatan 11                                                                            | 57.64368, 18.29908 |                | Ladda upp en till bild av denna byggnad                                   |
| Kvarteret S:ta Katarina 3 (Visby S:ta Katarina 3)                                                                        | Borgargård (3 byggnader)                                                                         | 1300-talet                  |                                | Klosterbrunnsgatan 5, Södra Kyrkogatan 7                                                       | 57.64004, 18.29605 |                | Ladda upp en till bild av denna byggnad                                   |
| Kvarteret S:ta Katarina 4 (Visby S:ta Katarina 4)                                                                        | Borgargård (1 byggnad)                                                                           | 1100-talet till 1300-talet  |                                | Klosterbrunnsgatan 3                                                                           | 57.64012, 18.29536 |                | Ladda upp en till bild av denna byggnad                                   |
| Kvarteret S:ta Katarina 6 (Visby S:ta Katarina 6)                                                                        | Borgargård (2 byggnader)                                                                         | 1100-talet till 1300-talet  |                                | Rethwischs hus Klosterplan 1, S:t Hansgatan 36                                                 | 57.64021, 18.29481 |                | Ladda upp en till bild av denna byggnad                                   |
| Kvarteret S:ta Maria 4 (Visby S:ta Maria 4)                                                                              | Bostadshus (1 byggnad)                                                                           | 1700-talets mitt            |                                | Nygatan 69                                                                                     | 57.64444, 18.30078 |                | Ladda upp en till bild av denna byggnad                                   |
| Kvarteret S:ta Maria 15 (Visby S:ta Maria 15)                                                                            | Bostadshus (1 byggnad)                                                                           | 1757                        |                                | Norra Kyrkogatan 18                                                                            | 57.64309, 18.29888 |                | Ladda upp en till bild av denna byggnad                                   |
| Kvarteret S:ta Maria 28 (Visby S:ta Maria 28)                                                                            | Bostadshus (1 byggnad)                                                                           | 1700-talets början          |                                | Ryska gränd 14, Övre Finngränd 1                                                               | 57.64081, 18.29767 |                | Ladda upp en till bild av denna byggnad                                   |
| Kvarteret S:ta Maria 29 (Visby S:ta Maria 29)                                                                            | Bostadshus (1 byggnad)                                                                           | 1700-talets mitt            |                                | Övre Finngränd 7                                                                               | 57.64087, 18.29834 |                | Ladda upp en till bild av denna byggnad                                   |
| Kvarteret S:ta Maria 30 (Visby S:ta Maria 30)                                                                            | Bostadshus, borgargård, hantverkargård (1 byggnad)                                               | 1785 eller tidigare         |                                | Övre Finngränd 9                                                                               | 57.64079, 18.29848 |                | Ladda upp en till bild av denna byggnad                                   |
| Kvarteret Skepparen 3 (Visby Skepparen 3)                                                                                | Bostadshus (2 byggnader)                                                                         | 1760-talet                  |                                | Visborgsgatan 4                                                                                | 57.63596, 18.28863 |                | Ladda upp en till bild av denna byggnad                                   |
| Kvarteret Skeppet 2 (Visby Skeppet 2)                                                                                    | Bostadshus (1 byggnad)                                                                           | 1700-talet                  |                                | Skeppargatan 17, Slottsterrassen 16                                                            | 57.63625, 18.28807 |                | Ladda upp en till bild av denna byggnad                                   |
| Kvarteret Skolan 2 (Visby Skolan 2)                                                                                      | Kasernetablissemang, borgargård, handelsgård (4 byggnader)                                       | 1200-talet                  |                                | Brännerigränd 3, Mellangatan 26, S:t Hansgatan 19                                              | 57.63915, 18.29346 |                | Ladda upp en till bild av denna byggnad                                   |
| Kvarteret Skomakaren 1 (Visby Skomakaren 1)                                                                              | Borgargård (1 byggnad)                                                                           | 1772                        |                                | Fiskargränd 2, Strandgatan 50                                                                  | 57.64275, 18.29213 |                | Ladda upp en till bild av denna byggnad                                   |
| Kvarteret Slottet 2 (Visby Slottet 2)                                                                                    | Bostadshus (1 byggnad)                                                                           | 1700-talets sista hälft     |                                | Södra Slottsgränd 4                                                                            | 57.63581, 18.28629 |                | Ladda upp en till bild av denna byggnad                                   |
| Kvarteret Slupen 3 (Kvarteret Slupen 3)                                                                                  | Bostadshus (1 byggnad)                                                                           | 1600-talet                  |                                | Rostockergränd 3, Specksgränd 4                                                                | 57.64209, 18.29232 |                | Ladda upp en till bild av denna byggnad                                   |
| Kvarteret Slupen 4 (Kvarteret Slupen 4)                                                                                  | Bostadshus (1 byggnad)                                                                           | 1200-talet till 1400-talet  |                                | Rostockergränd 1, Strandgatan 36                                                               | 57.64194, 18.29219 |                | Ladda upp en till bild av denna byggnad                                   |
| Kvarteret Slupen 5 (Kvarteret Slupen 5)                                                                                  | Bostadshus (1 byggnad)                                                                           | 1200-talet till 1400-talet  |                                | Specksgränd 2, Strandgatan 38                                                                  | 57.64200, 18.29209 |                | Ladda upp en till bild av denna byggnad                                   |
| Kvarteret Slöjdskolan 2 (Visby Slöjdskolan 2)                                                                            | Skola, bostadshus med lokal (1 byggnad)                                                          | 1823                        |                                | Kyrkberget, Nygatan 37                                                                         | 57.64172, 18.29934 |                | Ladda upp en till bild av denna byggnad                                   |
| Kvarteret Specksrum 1 (Visby Specksrum 1)                                                                                | Borgargård, hantverkargård (2 byggnader)                                                         | 1200-talet till 1400-talet  |                                | S:t Olofs gränd 1, Skogränd 14, Specksrum 5                                                    | 57.64250, 18.29372 |                | Ladda upp en till bild av denna byggnad                                   |
| Kvarteret Specksrum 2 (Visby Specksrum 2)                                                                                | Borgargård (1 byggnad)                                                                           | 1200-talet till 1400-talet  |                                | Skogränd 8, Specksgränd 13, Specksrum 3                                                        | 57.64231, 18.29313 |                | Ladda upp en till bild av denna byggnad                                   |
| Kvarteret Specksrum 4 (Visby Specksrum 4)                                                                                | Bostadshus (2 byggnader)                                                                         | 1700-talets sista hälft     |                                | Specksgränd 9                                                                                  | 57.64230, 18.29260 |                | Ladda upp en till bild av denna byggnad                                   |
| Kvarteret Specksrum 6 (Visby Specksrum 6)                                                                                | Bostadshus (3 byggnader)                                                                         | 1700-talets sista hälft     |                                | Specksgränd 5                                                                                  | 57.64221, 18.29223 |                | Ladda upp en till bild av denna byggnad                                   |
| Kvarteret Stapeln 3 och 4 (Visby Stapeln 3 och 4)                                                                        | Borgargård, handelsgård (3 byggnader)                                                            | 1760-talet                  |                                | Adelsgatan 31-33, Klockgjutaregränd 6                                                          | 57.63787, 18.29495 |                | Ladda upp en till bild av denna byggnad                                   |
| Kvarteret Stopet 11 (Visby Stopet 11)                                                                                    | Borgargård (3 byggnader)                                                                         | 1783                        |                                | Kinbergs plats 8, S:t Michaels gränd 2                                                         | 57.63712, 18.29278 |                | Ladda upp en till bild av denna byggnad                                   |
| Kvarteret Stopet 12 (Visby Stopet 12)                                                                                    | Borgargård (1 byggnad)                                                                           | 1775                        |                                | Kinbergs plats 6                                                                               | 57.63697, 18.29230 |                | Ladda upp en till bild av denna byggnad                                   |
| Kvarteret Systemet 6 (Visby Systemet 6)                                                                                  | Borgargård, handelsgård (3 byggnader)                                                            | 1700-talets slut            |                                | Nedre Finngränd 2, Ryska gränd 5, Stora Torget 6-8                                             | 57.64058, 18.29697 |                | Ladda upp en till bild av denna byggnad                                   |
| Kvarteret Säcken 8 (Visby Säcken 8)                                                                                      | Bostadshus (1 byggnad)                                                                           | 1600-talets slut            |                                | Vattugränd 2-4                                                                                 | 57.64270, 18.29434 |                | Ladda upp en till bild av denna byggnad                                   |
| Kvarteret Tornet 2 (Visby Tornet 2)                                                                                      | Bostadshus (1 byggnad)                                                                           | 1770-1780-talet             |                                | Östra Tullgränd 7                                                                              | 57.63919, 18.29874 |                | Ladda upp en till bild av denna byggnad                                   |
| Kvarteret Tornet 5 (Visby Tornet 5)                                                                                      | Bostadshus (1 byggnad)                                                                           | 1700-talets mitt            |                                | Torngränd 15                                                                                   | 57.63916, 18.29845 |                | Ladda upp en till bild av denna byggnad                                   |
| Kvarteret Tornet 6 (Visby Tornet 6)                                                                                      | Bostadshus (1 byggnad)                                                                           | 1700-talets mitt            |                                | Torngränd 13                                                                                   | 57.63921, 18.29837 |                | Ladda upp en till bild av denna byggnad                                   |
| Kvarteret Tornet 8 (Visby Tornet 8)                                                                                      | Bostadshus (1 byggnad)                                                                           | 1765                        |                                | Torngränd 9                                                                                    | 57.63929, 18.29819 |                | Ladda upp en till bild av denna byggnad                                   |
| Kvarteret Tornet 9 (Visby Tornet 9)                                                                                      | Bostadshus (1 byggnad)                                                                           | 1700-talets mitt            |                                | Nygatan 6, Torngränd 7                                                                         | 57.63940, 18.29794 |                | Ladda upp en till bild av denna byggnad                                   |
| Kvarteret Tornet 10 (Visby Tornet 10)                                                                                    | Bostadshus (1 byggnad)                                                                           | 1700-talets mitt            |                                | Nygatan 8                                                                                      | 57.63945, 18.29804 |                | Ladda upp en till bild av denna byggnad                                   |
| Kvarteret Tornet 11 (Visby Tornet 11)                                                                                    | Bostadshus (1 byggnad)                                                                           | 1700-talets mitt            |                                | Nygatan 10                                                                                     | 57.63954, 18.29815 |                | Ladda upp en till bild av denna byggnad                                   |
| Kvarteret Tornet 13 (Visby Tornet 13)                                                                                    | Bostadshus (1 byggnad)                                                                           | 1600-talet                  |                                | Klinttorget 2, Nygatan 12B, Östra Tullgränd 11                                                 | 57.63980, 18.29853 |                | Ladda upp en till bild av denna byggnad                                   |
| Kvarteret Tornet 14 (Visby Tornet 14)                                                                                    | Bostadshus (1 byggnad)                                                                           | 1935                        |                                | Torngränd 17, Östra Tullgränd 5                                                                | 57.63908, 18.29862 |                | Ladda upp en till bild av denna byggnad                                   |
| Kvarteret Triangeln 1 (Visby Triangeln 1)                                                                                | Borgargård (2 byggnader)                                                                         | 1200-talet                  |                                | Smittens Backe 3-5, Södra Kyrkogatan 2-4                                                       | 57.63955, 18.29635 |                | Ladda upp en till bild av denna byggnad                                   |
| Kvarteret Triangeln 2 (Visby Triangeln 2)                                                                                | Borgargård (3 byggnader)                                                                         | 1700-talets första hälft    |                                | Hästgatan 15, Wallérs plats 9                                                                  | 57.63915, 18.29625 |                | Ladda upp en till bild av denna byggnad                                   |
| Kvarteret Trossen 2 (Visby Trossen 2)                                                                                    | Borgargård (1 byggnad)                                                                           | 1870                        |                                | S:t Hansgatan 51, Valvgränd 4                                                                  | 57.64211, 18.29488 |                | Ladda upp en till bild av denna byggnad                                   |
| Kvarteret Trossen 3 (Visby Trossen 3)                                                                                    | Borgargård, hantverkargård (3 byggnader)                                                         | 1800-talet                  |                                | S:t Hansgatan 49, Travegränd 3                                                                 | 57.64187, 18.29471 |                | Ladda upp en till bild av denna byggnad                                   |
| Kvarteret Tunnbindaren 7 (Visby Tunnbindaren 7)                                                                          | Borgargård (2 byggnader)                                                                         | 1770-talet                  |                                | Blockgränd 5, Tunnbindaregatan 6                                                               | 57.63771, 18.29645 |                | Ladda upp en till bild av denna byggnad                                   |
| Kvarteret Tunnbindaren 14 (Visby Tunnbindaren 14)                                                                        | Bostadshus (1 byggnad)                                                                           | 1800-talets början          |                                | Södra Murgatan 47                                                                              | 57.63796, 18.29731 |                | Ladda upp en till bild av denna byggnad                                   |
| Kvarteret Valvet 3 och S.t Lars 7 (Visby Valvet 3 och S.t Lars 7)                                                        | Tullmagasin, packhus (1 byggnad)                                                                 | 1200-talet                  |                                | Funcks gränd 3, S:t Hansgatan 41 och 46                                                        | 57.64132, 18.29466 |                | Ladda upp en till bild av denna byggnad                                   |
| Kvarteret Vinkeln 10 (Visby Vinkeln 10)                                                                                  | Bostadshus (1 byggnad)                                                                           | 1700-talets sista hälft     |                                | Trappgatan 5                                                                                   | 57.63999, 18.29729 |                | Ladda upp en till bild av denna byggnad                                   |
| Kvarteret Vinkeln 12 (Visby Vinkeln 12)                                                                                  | Bostadshus (1 byggnad)                                                                           | 1700-talets sista hälft     |                                | Trappgatan 1-3                                                                                 | 57.63977, 18.29693 |                | Ladda upp en till bild av denna byggnad                                   |
| Kvarteret Vinkeln 13 (Visby Vinkeln 13)                                                                                  | Bostadshus (1 byggnad)                                                                           | 1700-talets sista hälft     |                                | Torngränd 2                                                                                    | 57.63965, 18.29706 |                | Ladda upp en till bild av denna byggnad                                   |
| Kvarteret Vinkeln 14 (Visby Vinkeln 14)                                                                                  | Bostadshus (1 byggnad)                                                                           | 1700-talets sista hälft     |                                | Torngränd 4                                                                                    | 57.63956, 18.29728 |                | Ladda upp en till bild av denna byggnad                                   |
| Kvarteret Vinkeln 26 (Visby Vinkeln 26)                                                                                  | Borgargård, handelsgård (6 byggnader)                                                            | 1858                        |                                | Hästgatan 19, Nygatan 1                                                                        | 57.63921, 18.29713 |                | Ladda upp en till bild av denna byggnad                                   |
| Kvarteret Vinkeln 28 (Visby Vinkeln 28)                                                                                  | Borgargård (5 byggnader)                                                                         | 1700-talet                  |                                | Smittens backe 4-6                                                                             | 57.63959, 18.29664 |                | Ladda upp en till bild av denna byggnad                                   |
| Kvarteret Östermur 3 (Visby Östermur 3)                                                                                  | Bostadshus (1 byggnad)                                                                           | 1801                        |                                | Norra Murgatan 28                                                                              | 57.64109, 18.30034 |                | Ladda upp en till bild av denna byggnad                                   |
| Kvarteret Östermur 5 (Visby Östermur 5)                                                                                  | Bostadshus (1 byggnad)                                                                           | 1790-1807                   |                                | Norra Murgatan 24                                                                              | 57.64091, 18.30012 |                | Ladda upp en till bild av denna byggnad                                   |
| Kvarteret Östermur 7 (Visby Östermur 7)                                                                                  | Bostadshus (1 byggnad)                                                                           | 1800-talets början          |                                | Norra Murgatan 20                                                                              | 57.64072, 18.29998 |                | Ladda upp en till bild av denna byggnad                                   |
| Kvarteret Östermur 11 (Visby Östermur 11)                                                                                | Bostadshus (2 byggnader)                                                                         | 1700-talets slut            |                                | Norra Murgatan 12                                                                              | 57.64033, 18.29987 |                | Ladda upp en till bild av denna byggnad                                   |
| Kvarteret Östermur 12 (Visby Östermur 12)                                                                                | Bostadshus (2 byggnader)                                                                         | 1700-talets slut            |                                | Norra Murgatan 10                                                                              | 57.64027, 18.29976 |                | Ladda upp en till bild av denna byggnad                                   |
| Kvarteret Östermur 13 (Visby Östermur 13)                                                                                | Bostadshus (1 byggnad)                                                                           | 1700-talets slut            |                                | Norra Murgatan 8                                                                               | 57.64017, 18.29961 |                | Ladda upp en till bild av denna byggnad                                   |
| Kvarteret Östermur 14 (Visby Östermur 14)                                                                                | Bostadshus (2 byggnader)                                                                         | 1700-talets slut            |                                | Norra Murgatan 6                                                                               | 57.64006, 18.29974 |                | Ladda upp en till bild av denna byggnad                                   |
| Kvarteret Östermur 16 (Visby Östermur 16)                                                                                | Bostadshus (1 byggnad)                                                                           | 1700-talets slut            |                                | Norra Murgatan 2                                                                               | 57.63990, 18.29947 |                | Ladda upp en till bild av denna byggnad                                   |
| Kvarteret Östermur 17 (Visby Östermur 17)                                                                                | Bostadshus (2 byggnader)                                                                         | 1782                        |                                | Klinttorget 10                                                                                 | 57.63977, 18.29944 |                | Ladda upp en till bild av denna byggnad                                   |
| Kvarteret Östermur 18 (Visby Östermur 18)                                                                                | Bostadshus (1 byggnad)                                                                           | 1700-talets slut            |                                | Klinttorget 8                                                                                  | 57.63972, 18.29936 |                | Ladda upp en till bild av denna byggnad                                   |
| Kvarteret Östermur 22 (Visby Östermur 22)                                                                                | Bostadshus (1 byggnad)                                                                           | 1600-talets slut            |                                | Östra Tullgränd 8                                                                              | 57.63910, 18.29890 |                | Ladda upp en till bild av denna byggnad                                   |
| Kvarteret Östermur 28 (Visby Östermur 28)                                                                                | Bostadshus, flerbostadshus (1 byggnad)                                                           | 1800-talets slut            |                                | Östra Tullgränd 12                                                                             | 57.63950, 18.29883 |                | Ladda upp en till bild av denna byggnad                                   |
| Kvarteret Östermur 29 (Visby Östermur 29)                                                                                | Bostadshus, flerbostadshus (2 byggnader)                                                         | 1800-talets mitt            |                                | Östra Tullgränd 10                                                                             | 57.63933, 18.29900 |                | Ladda upp en till bild av denna byggnad                                   |
| Goveniska huset (Visby Specksrum 11)                                                                                     | Borgargård, handelsgård (3 byggnader)                                                            | 1200-talet till 1400-talet  |                                | Skogränd 2, Strandgatan 46                                                                     | 57.64249, 18.29225 |                | Ladda upp en till bild av denna byggnad                                   |
| Häggska huset (Visby Kaplanen 7)                                                                                         | Borgargård, handelsgård (7 byggnader)                                                            | 1200-talet                  |                                | S:t Drottensgatan 2, Södra Kyrkogatan 13-15 Häggska huset                                      | 57.64116, 18.29661 |                | Ladda upp en till bild av denna byggnad                                   |
| Helgeandshuset (Visby Helgeandshuset 2,)                                                                                 | Helgeandshus (4 byggnader)                                                                       | 1838                        |                                | Hospitalsgatan 2, Norra Kyrkogatan 3, Smedjegatan 6                                            | 57.64282, 18.29775 |                | Ladda upp en till bild av denna byggnad                                   |
| Huset med målningarna (Muntheska huset) och magasinhuset (Effes) (Visby Atterdag 6)                                      | Borgargård, handelsgård (2 byggnader)                                                            | 1100-talet till 1200-talet  |                                | Adelsgatan 2, Södertorg 23-25, Södra Murgatan 2                                                | 57.63518, 18.29294 |                | Ladda upp en till bild av denna byggnad                                   |
| Johan Målares hus (Visby S:ta Maria 37)                                                                                  | Tullmagasin, packhus, borgargård (1 byggnad)                                                     | 1200-talet                  |                                | Ryska gränd 22                                                                                 | 57.64127, 18.29794 |                | Ladda upp en till bild av denna byggnad                                   |
| Kajserportsförrådet i Visby, f.d. Tygstationens tyghus (Visby Bävern 1)                                                  | Kasernetablissemang (1 byggnad)                                                                  | 1836                        |                                | Östra Byrummet 1                                                                               | 57.63527, 18.29439 |                | Ladda upp en till bild av denna byggnad                                   |
| Konstmuseet (Visby Skolan 1)                                                                                             | Skola, folkskola (1 byggnad)                                                                     | 1848                        |                                | Bremergränd 2, Mellangatan 28, S:t Hansgatan 21                                                | 57.63943, 18.29359 |                | Ladda upp en till bild av denna byggnad                                   |
| Musikskolan (Visby Ankaret 1)                                                                                            | Borgargård (1 byggnad)                                                                           | 1100-talet till 1400-talet  |                                |                                                                                                | 57.64221, 18.29400 |                | Ladda upp en till bild av denna byggnad                                   |
| f.d. Häggströms guld (Visby Kasken 2)                                                                                    | Verkstad (3 byggnader)                                                                           | 1865                        |                                | Adelsgatan 24, Kaskens gränd 5                                                                 | 57.63663, 18.29411 |                | Ladda upp en till bild av denna byggnad                                   |
| Fåhraeiska huset (Visby Laboratorn 10)                                                                                   | Stadsvakthus (3 byggnader)                                                                       | 1200-talet                  |                                | Klosterbrunnsgatan 2-4, Klosterplan 2, S:t Hansgatan 34                                        | 57.63999, 18.29483 |                | Ladda upp en till bild av denna byggnad                                   |
| Stadens minsta hus (Visby Muren 13)                                                                                      | Bostadshus (1 byggnad)                                                                           | 1700-talets slut            |                                | Norra Murgatan 38                                                                              | 57.64204, 18.30056 |                | Ladda upp en till bild av denna byggnad                                   |
| Gamla brandstationen (Visby Östermur 26)                                                                                 | Brandstation, spruthus (1 byggnad)                                                               | 1910                        |                                | Klinttorget 6                                                                                  | 57.63965, 18.29920 |                | Ladda upp en till bild av denna byggnad                                   |
| Kristi Lekamens kyrka (Katolska Kyrkan) (Visby Priorn 11)                                                                | Kyrka, kapell (2 byggnader)                                                                      | 1200-talet                  |                                | S:t Hansgatan 58                                                                               | 57.64227, 18.29536 |                | Ladda upp en till bild av denna byggnad                                   |
| Biskopsgården, Kapitelhusgården (Visby Priorn 2)                                                                         | Biskopsgård (6 byggnader)                                                                        | 1700-talet                  |                                | Biskopsgatan 4, S:t Drottensgatan 8                                                            | 57.64214, 18.29625 |                | Ladda upp en till bild av denna byggnad                                   |
| Munkkällaren (Visby Rådmannen 2)                                                                                         | Borgargård (4 byggnader)                                                                         | 1800-talet                  |                                | Lilla Torggränd 4, Stora Torget 1                                                              | 57.64076, 18.29512 |                | Ladda upp en till bild av denna byggnad                                   |
| Kvarteret Rådmannen 3 (Visby Rådmannen 3)                                                                                | Gilleshus, borgargård, handelsgård (7 byggnader)                                                 | 1820-talet                  |                                | S:t Hansgatan 38                                                                               | 57.64060, 18.29489 |                | Ladda upp en till bild av denna byggnad                                   |
| Kvarteret S:t Klemens 20 (Visby S:t Klemens 20)                                                                          | Borgargård (3 byggnader)                                                                         | 1200-talet till 1400-talet  |                                | Smedjegatan 5                                                                                  | 57.64292, 18.29618 |                | Ladda upp en till bild av denna byggnad                                   |
| Kvarteret S:t Klemens 24 (Visby S:t Klemens 24)                                                                          | Borgargård (1 byggnad)                                                                           | 1200-talet till 1400-talet  |                                | Tranhusgatan 4A                                                                                | 57.64304, 18.29542 |                | Ladda upp en till bild av denna byggnad                                   |
| Landsarkivet i Visby, Arkivdepåbyggnaden (Visby Arkivet 1)                                                               | Kronomagasin, arkiv (1 byggnad)                                                                  | 1773                        |                                | Kommendantsbacken 2, Slottsbacken 1, Visborgsgatan 1                                           | 57.63633, 18.28944 |                | Ladda upp en till bild av denna byggnad                                   |
| Langska huset (Visby Cypressen 8)                                                                                        | Borgargård (1 byggnad)                                                                           | 1766                        |                                | Kopparsviksgatan 5B                                                                            | 57.62812, 18.27657 |                | Ladda upp en till bild av denna byggnad                                   |
| Lanthamnstullhuset (Visby Trädgården 3)                                                                                  | Tullhus och tullstation, bostadshus (1 byggnad)                                                  | 1759                        |                                | Kommendantsbacken 4, Visborgsgatan 1                                                           | 57.63669, 18.28895 |                | Ladda upp en till bild av denna byggnad                                   |
| Liljehornska huset (Visby Hornet 1)                                                                                      | Borgargård, handelsgård (2 byggnader)                                                            | 1200-talets mitt            |                                | Danzigergränd 2, Dubbens gränd 1-3, Strandgatan 16                                             | 57.63998, 18.29304 |                | Ladda upp en till bild av denna byggnad                                   |
| Liljewalchska huset (Visby Residenset 8; Klintska huset)                                                                 | Borgargård (1 byggnad)                                                                           | 1400-talet                  |                                | Strandgatan 5                                                                                  | 57.63842, 18.29034 |                | Ladda upp en till bild av denna byggnad                                   |
| Lilla Skinnboden (Taxi) (Visby Burmeister 5; f.d. Innerstaden 1:2)                                                       | Borgargård (1 byggnad)                                                                           | 1700-talet                  |                                | Tage Cervins gata 2                                                                            | 57.63942, 18.29159 |                | Ladda upp en till bild av denna byggnad                                   |
| Lindgården (Visby Kompaniet 5)                                                                                           | Borgargård (3 byggnader)                                                                         | 1756                        |                                | Kompanigränd 1, Lybska gränd 2, Strandgatan 26                                                 | 57.64101, 18.29324 |                | Ladda upp en till bild av denna byggnad                                   |
| Metodistkyrkan (Visby Vårdklockan 1)                                                                                     | Frikyrka (1 byggnad)                                                                             | 1875                        |                                | Adelsgatan 43, Vårdklockegatan 28                                                              | 57.63857, 18.29565 |                | Ladda upp en till bild av denna byggnad                                   |
| Munkkällaren (Visby Rådmannen 1)                                                                                         | Borgargård (3 byggnader)                                                                         | 1200-talet till 1400-talet  |                                | Lilla Torggränd 2, S:t Hansgatan 40                                                            | 57.64089, 18.29487 |                | Ladda upp en till bild av denna byggnad                                   |
| Residenset i Visby och landsstadshuset i Visby, f.d. Schwanska gården och Westbergska gården (Visby Residenset 3)        | Borgargård, handelsgård,Residens (3 byggnader)                                                   | 1700-talets början          |                                | Korsgatan 4, Skeppsbrogränd 3, Strandgatan 1                                                   | 57.63749, 18.28878 |                | Ladda upp en till bild av denna byggnad                                   |
| Ryska Gården (Visby Munken 12)                                                                                           | Borgargård (2 byggnader)                                                                         | 1200-talet                  |                                | Södra Kyrkogatan 14                                                                            | 57.64083, 18.29674 |                | Ladda upp en till bild av denna byggnad                                   |
| Säveska huset (Visby Kapellet 1)                                                                                         | Borgargård, packhus (1 byggnad)                                                                  | 1200-talet                  |                                | Bremergränd 4, S:t Hansgatan 30                                                                | 57.63938, 18.29427 |                | Ladda upp en till bild av denna byggnad                                   |
| S:t Clemens hotell (Visby S:t Klemens 5)                                                                                 | Borgargård, handelsgård (5 byggnader)                                                            | 1800-talet                  |                                | Smedjegatan 3                                                                                  | 57.64291, 18.29572 |                | Ladda upp en till bild av denna byggnad                                   |
| Tingshuset i Visby (Visby Geten 1)                                                                                       | Tingshus (1 byggnad)                                                                             | 1961                        | L. Lundström                   | Artillerigatan 2A-2B                                                                           | 57.63354, 18.29702 |                | Ladda upp en till bild av denna byggnad                                   |
| Tofténska gården (Visby Hammaren 6)                                                                                      | Borgargård (2 byggnader)                                                                         | 1590-talet                  |                                | Mellangatan 6                                                                                  | 57.63772, 18.29095 |                | Ladda upp en till bild av denna byggnad                                   |
| Torsmanska huset (Visby Skeppsbron 5)                                                                                    | Borgargård (1 byggnad)                                                                           | 1700-talets första hälft    |                                | Skeppsbron 20, Tullhusgränd 1                                                                  | 57.63791, 18.28817 |                | Ladda upp en till bild av denna byggnad                                   |
| Visby börs, Langeska huset (Visby Börsen 2)                                                                              | Tullmagasin, packhus, vandrarhem (1 byggnad)                                                     | 1945                        |                                | Strandgatan 10                                                                                 | 57.63935, 18.29222 |                | Ladda upp en till bild av denna byggnad                                   |
| Wisby hotell (Visby Hotellet 13)                                                                                         | Borgargård, handelsgård (inga registrerade byggnader)                                            | 1200-talet                  |                                | Donners plats 4, Kilgränd 3, Strandgatan 6                                                     | 57.63857, 18.29106 |                | Ladda upp en till bild av denna byggnad                                   |
| Westööska huset (Visby Laboratorn 3)                                                                                     | Borgargård (4 byggnader)                                                                         | 1700-talets mitt            |                                | Klosterbrunnsgatan 6                                                                           | 57.63989, 18.29539 |                | Ladda upp en till bild av denna byggnad                                   |
| Wigströms verkstad (Visby Vårdklockan 5)                                                                                 | Verkstad (2 byggnader)                                                                           | 1911                        |                                | Klockgjutaregränd 3                                                                            | 57.63813, 18.29510 |                | Ladda upp en till bild av denna byggnad                                   |

## Övriga Gotland
| Namn | Ursprunglig funktion                                                   | Byggår                                    | Arkitekt                               | Plats            | Läge               | Anläggnings-ID | Bild                                    |
| --- | ---------------------------------------------------------------------- | ----------------------------------------- | -------------------------------------- | ---------------- | ------------------ | -------------- | --------------------------------------- |
| Aner vattenkvarn (Boge Aner 3:2) | Kvarn (1 byggnad)                                                      | 1800-talets sista hälft                   |                                        | Boge             | 57.69231, 18.76731 |                | Ladda upp en till bild av denna byggnad |
| Annas nöje (Östergarn Katthammars 1:14) | Fritidshus,Sommarvilla (6 byggnader)                                   | 1798                                      |                                        | Katthammarsvik   | 57.43830, 18.84555 |                | Ladda upp en till bild av denna byggnad |
| Barlingbo prästgård (Barlingbo Prästgården 1:8) | Boställe, prästgård (3 byggnader)                                      | 1902                                      |                                        | Barlingbo        | 57.56492, 18.46366 |                | Ladda upp en till bild av denna byggnad |
| Bjärges i Lau (Lau Bjärges 1:39) | Bondgård (4 byggnader)                                                 | 1790-talet                                |                                        | Lau              | 57.28435, 18.63264 |                | Ladda upp en bild av denna byggnad      |
| Boge sockenmagasin (Boge Annex 1:2) | Sockenmagasin (1 byggnad)                                              | 1857                                      |                                        | Boge             | 57.68717, 18.76332 |                | Ladda upp en till bild av denna byggnad |
| Bondans på Fårö (Fårö Bondans 1:13) | Bondgård (7 byggnader)                                                 | 1800-talet                                |                                        | Fårö             | 57.96895, 19.15296 |                | Ladda upp en till bild av denna byggnad |
| Boters linbastu (Anga Boters 1:37) | Bondgård (1 byggnad)                                                   | 1700-talet eller äldre                    |                                        | Anga             | 57.47964, 18.68279 |                | Ladda upp en bild av denna byggnad      |
| Bottarvegården (Vamlingbo Bottarve 1:26) | Bondgård (3 byggnader)                                                 | 1844                                      |                                        | Vamlingbo        | 56.99188, 18.24668 |                | Ladda upp en till bild av denna byggnad |
| Brucebo (Väskinde Stora Bläsungs 1:142 och 1:24) | Bostadshus, konstnärsateljé (6 byggnader)                              | 1800-talets mitt                          |                                        | Väskinde         | 57.68820, 18.35240 |                | Ladda upp en till bild av denna byggnad |
| Bruhns vattenkvarn (Lye Lilllrone 1:3) | Kvarn (3 byggnader)                                                    | 1700-talet                                |                                        | Lye              | 57.30652, 18.50129 |                | Ladda upp en till bild av denna byggnad |
| Burs fattigstuga (Burs S:7) | Fattighus (2 byggnader)                                                | 1816                                      |                                        | Burs             | 57.24236, 18.51547 |                | Ladda upp en till bild av denna byggnad |
| Burs prästgård (Burs Prästgården 1:11; f.d. 1:1) | Boställe, prästgård (9 byggnader)                                      | 1700-talet                                |                                        | Burs             | 57.24628, 18.50759 |                | Ladda upp en till bild av denna byggnad |
| Buttle järnvägsstation (Buttle Buttlegårde 1:79) | Järnvägsstation (7 byggnader)                                          | 1878                                      |                                        | Buttle           | 57.40927, 18.49061 |                | Ladda upp en till bild av denna byggnad |
| By i Eke (Eke By 1:1) | Bondgård (5 byggnader)                                                 | 1771                                      |                                        | Eke              | 57.16328, 18.39155 |                | Ladda upp en bild av denna byggnad      |
| Båtsman Valles torp (Lärbro Glästäde 1:16) | Torp, båtsmanstorp (2 byggnader)                                       | 1861                                      |                                        | Lärbro           | 57.76054, 18.77279 |                | Ladda upp en till bild av denna byggnad |
| Dalhems prästgård (Dalhem Prästgården 1:18; f.d. 1:1) | Boställe, prästgård (4 byggnader)                                      | 1100-talet till 1500-talet                |                                        | Dalhem           | 57.55313, 18.53269 |                | Ladda upp en till bild av denna byggnad |
| Danielssons torp i Backhagen (Tingstäde Furubjärs 1:6) | Torp, dagsverkstorp (3 byggnader)                                      | 1700-talets första hälft                  |                                        | Tingstäde        | 57.74623, 18.63751 |                | Ladda upp en till bild av denna byggnad |
| Donnerska huset i Klinte (Klinte Strands 1:144) | Borgargård, handelsgård (2 byggnader)                                  | 1780-talet                                |                                        | Klintehamn       | 57.38651, 18.19959 |                | Ladda upp en till bild av denna byggnad |
| Dunebodi (Dalhem Kaungs 1:6) | Lanthandel, bostadshus (1 byggnad)                                     | 1904                                      |                                        | Dalhem           | 57.55953, 18.55479 |                | Ladda upp en till bild av denna byggnad |
| Duss (Bro Duss 1:3) | Bondgård (4 byggnader)                                                 | 1700-talet                                |                                        | Duss             | 57.67343, 18.48640 |                | Ladda upp en bild av denna byggnad      |
| Endre prästgård (Endre Prästgården 1:10; f.d. 2:1) | Boställe, prästgård (1 byggnad)                                        | 1700-talets mitt                          |                                        | Endre            | 57.60961, 18.46503 |                | Ladda upp en till bild av denna byggnad |
| Enholmen och batteriet Mojner (Boge Mojner 1:8, Othem Enholmen 1:1) | Befästning (5 byggnader)                                               | 1858                                      |                                        | Slite (utanför)  | 57.69479, 18.81662 |                | Ladda upp en till bild av denna byggnad |
| Etelhems krukmakeri (Etelhem Tänglings 1:73) | Krukmakeri (4 byggnader)                                               | 1889                                      |                                        | Etelhem          | 57.32987, 18.50803 |                | Ladda upp en till bild av denna byggnad |
| Faluddens fyr (Öja Unghanse 1:7) | Fyrplats (1 byggnad)                                                   | 1867                                      |                                        | Öja              | 56.99527, 18.39605 |                | Ladda upp en till bild av denna byggnad |
| Fardhems prästgård (Fardhem Prästgården 1:11; f.d. 1:1) | Boställe, prästgård (3 byggnader)                                      | 1100-talet till 1500-talet                |                                        | Fardhem          | 57.26449, 18.34014 |                | Ladda upp en till bild av denna byggnad |
| Fårö fyrplats (Fårö Butleks 1:22) | Fyrplats (13 byggnader)                                                | 1847                                      |                                        | Fårö             | 57.95987, 19.34873 |                | Ladda upp en till bild av denna byggnad |
| Fårösunds fästning (Bunge Bungenäs 1:5-6 och del av Fleringe Hau 1:39) | Befästning,Borg,Citadell (3 byggnader)                                 | 1885                                      |                                        | Fårösund         | 57.86440, 19.06159 |                | Ladda upp en till bild av denna byggnad |
| Ferdinand Pettersons mekaniska verkstad (Eksta Prästgården 1:5) | Verkstad (9 byggnader)                                                 | 1800-talet                                |                                        | Eksta            | 57.28946, 18.20501 |                | Ladda upp en till bild av denna byggnad |
| Fjäle komministerboställe i Mästerby (Mästerby Fjäle 1:4; f.d. 1:1) | Boställe,Prästgård (3 byggnader)                                       | 1800-talets första hälft                  |                                        | Hejde            | 57.45409, 18.27666 |                | Ladda upp en till bild av denna byggnad |
| Fole Prästgård (Fole Prästgården 1:9; f.d. 1:1; och del av Fole Kyrkogården 1:1) | Boställe,Prästgård (4 byggnader)                                       | 1820                                      |                                        | Fole             | 57.65106, 18.54457 |                | Ladda upp en till bild av denna byggnad |
| Follingbo Prästgård (Follingbo Prästgården 1:3; f.d. 1:1) | Boställe,Prästgård (4 byggnader)                                       | 1700-talets början                        |                                        | Follingbo        | 57.58264, 18.38158 |                | Ladda upp en till bild av denna byggnad |
| Gannarve Hall (Hall Gannarve 2:3) | Bondgård (10 byggnader)                                                | 1700-talets slut                          |                                        | Hall             | 57.88660, 18.71259 |                | Ladda upp en bild av denna byggnad      |
| Garde Prästgård (Garde Prästgården 1:5; f.d. 1:1) | Boställe,Prästgård (4 byggnader)                                       | 1870                                      |                                        | Garde            | 57.31748, 18.58313 |                | Ladda upp en till bild av denna byggnad |
| Gaustäde i Bunge (Bunge Gaustäde 1:1) | Bondgård (3 byggnader)                                                 | 1700-talet                                |                                        | Bunge            | 57.85617, 19.00486 |                | Ladda upp en till bild av denna byggnad |
| Gothems prästgård (Gothem Prästgården 1:1) | Boställe,Prästgård (1 byggnad)                                         | 1300-talet                                |                                        | Gothem           | 57.57496, 18.73466 |                | Ladda upp en till bild av denna byggnad |
| Lauks i Lokrume (Lokrume Lauks 1:6) | Bondgård (3 byggnader)                                                 | 1700-talet                                |                                        | Lokrume          | 57.70143, 18.57257 |                | Ladda upp en bild av denna byggnad      |
| Gotska Sandöns fyrplats (Fårö Gotska Sandön 1:1) | Fyrplats (20 byggnader)                                                | 1859                                      | Gustav von Heidenstam                  | Gotska Sandön    | 58.37900, 19.20384 |                | Ladda upp en till bild av denna byggnad |
| Groddagården (Fleringe Utoje 2:2) | Bondgård (2 byggnader)                                                 | 1700-talets första hälft                  |                                        | Fleringe         | 57.87269, 18.88036 |                | Ladda upp en till bild av denna byggnad |
| Grötlingbos prästgård (Grötlingbo Prästgården 1:1) | Boställe,Prästgård (9 byggnader)                                       | 1100-talet till 1500-talet                |                                        | Grötlinge        | 57.13311, 18.34535 |                | Ladda upp en bild av denna byggnad      |
| Hablingbos prästgård (Hablingbo Prästgården 1:26-27; f.d. 1:17) | Boställe,Prästgård (6 byggnader)                                       | 1760                                      |                                        | Hablingbo        | 57.18721, 18.26111 |                | Ladda upp en till bild av denna byggnad |
| Häggska huset (Hemse Hägern 1) | Skola,Folkhögskola (1 byggnad)                                         | 1891                                      |                                        | Hemse            | 57.23192, 18.37168 |                | Ladda upp en till bild av denna byggnad |
| Hajdebygårdarna (Kräklingbo Hajdeby 1:15) | En av tre parter av bondgård (6 byggnader)                             | 1798                                      |                                        | Kräklingbo       | 57.42660, 18.73841 |                | Ladda upp en till bild av denna byggnad |
| Hajdebygårdarna (Kräklingbo Hajdeby 1:45; f.d. 1:39) | En av tre parter av bondgård (3 byggnader)                             | 1860                                      |                                        | Kräklingbo       | 57.42620, 18.73789 |                | Ladda upp en till bild av denna byggnad |
| Hallvide i Silte (Silte Hallvide 1:21) | Bondgård (3 byggnader)                                                 | 1800                                      |                                        | Silte            | 57.22499, 18.24031 |                | Ladda upp en till bild av denna byggnad |
| Hau (Hau 1:33) | Bondgård i två parter (6 byggnader)                                    | 1800-talets början                        |                                        | Fleringe         | 57.89250, 18.98161 |                | Ladda upp en till bild av denna byggnad |
| Hau (Hau 1:34) | Part av bondgård (7 byggnader)                                         | 1700-talets slut                          |                                        | Fleringe         | 57.89265, 18.98318 |                | Ladda upp en till bild av denna byggnad |
| Hau (Hau 1:28) | Part av bondgård (4 byggnader)                                         | 1800-talet                                |                                        | Fleringe         | 57.91310, 18.96053 |                | Ladda upp en till bild av denna byggnad |
| Havdhems prästgård (Havdhem Prästgården 1:73; f.d. 1:37) | Boställe,Prästgård (7 byggnader)                                       | 1763                                      |                                        | Havdhem          | 57.16264, 18.32219 |                | Ladda upp en till bild av denna byggnad |
| Hejde prästgård (Hejde Prästgården 1:8; f.d. 1:1) | Boställe,Prästgård (3 byggnader)                                       | 1100-talet till 1500-talet                |                                        | Hejde            | 57.41355, 18.34670 |                | Ladda upp en till bild av denna byggnad |
| Hellinge i Sjonhem (Sjonhem Hällinge 1:26) | Bondgård (4 byggnader)                                                 | 1752                                      |                                        | Sjonhem          | 57.49810, 18.53746 |                | Ladda upp en bild av denna byggnad      |
| Hesselby och Tule järnvägsstationer (Dalhem Hässelby 2:1 o Dalhem Dungårde 1:23 o Halla Tule 1:8 o Halla Nygranne 1:15 o Halla Dalbo 2:1 o Halla Tomte 1:25 o Halla Tule 1:7 och 3:1) | Järnvägsanläggning,Järnvägsstation,Busstation (12 byggnader)           | 1902                                      |                                        | Dalhem och Halla | 57.53754, 18.52332 |                | Ladda upp en till bild av denna byggnad |
| Hjorterianernas kapell (Burs Lindarve 1:2; f.d. 1:10) | Frikyrka (1 byggnad)                                                   | 1854                                      |                                        | Rone             | 57.21121, 18.51278 |                | Ladda upp en till bild av denna byggnad |
| Hummelbos i Burs (Burs Hummelbos 1:23) | Bondgård (6 byggnader)                                                 | 1790-talet                                |                                        | Burs             | 57.21418, 18.51773 |                | Ladda upp en bild av denna byggnad      |
| Isums (Atlingbo Isums 1:29) | Bondgård (2 byggnader)                                                 | 1700-talet                                |                                        | Atlingbo         | 57.48772, 18.36012 |                | Ladda upp en bild av denna byggnad      |
| KA 3:s f.d. garnisonsområde med Franska kasernen och flygfältet (Bunge Kronhagen 3:2 o 3:9 o 3:19 och Flygfältet 1:1)                                                                 | Kasernetablissemang (48 byggnader)                                     | 1856                                      |                                        | Fårösund         | 57.86323, 19.04083 |                | Ladda upp en till bild av denna byggnad |
| Katthamra (Östergarn Katthammars 1:13) | Herrgård,Handelshus och handelskompani (10 byggnader)                  | 1700-talet                                |                                        | Östergarn        | 57.43224, 18.85262 |                | Ladda upp en till bild av denna byggnad |
| Kattlunds gård (Grötlingbo Kattlunds 1:26) | Bondgård (5 byggnader)                                                 | 1200-talet                                |                                        | Grötlingbo       | 57.11346, 18.33910 |                | Ladda upp en till bild av denna byggnad |
| Tullhuset i Klinte (Klinte Sicklings 1:5) | Tullhus och tullstation,Ämbets- och tjänstemannaboställe (3 byggnader) | 1600-talets slut                          |                                        | Klintehamn       | 57.38607, 18.19878 |                | Ladda upp en till bild av denna byggnad |
| Klints i Othem (Othem Klints 1:3) | Bondgård (4 byggnader)                                                 | 1200-talet till 1500-talet                |                                        | Othem            | 57.71891, 18.75001 |                | Ladda upp en bild av denna byggnad      |
| Kvie i Bro (Bro Kvie 1:7) | Bondgård (4 byggnader)                                                 | 1700-talets slut                          |                                        | Bro              | 57.67312, 18.49927 |                | Ladda upp en bild av denna byggnad      |
| Skolan, kyrkstallet och fattigstugan i Sundre (Sundre S:33) | Fattighus,Skola,Stall,Kyrkstall (4 byggnader)                          | 1854                                      |                                        | Sundre           | 56.93564, 18.18181 |                | Ladda upp en till bild av denna byggnad |
| Lassor på Fårö (Fårö Lassor 1:2) | Bondgård (1 byggnad)                                                   | 1836                                      |                                        | Fårö             | 57.97119, 19.23269 |                | Ladda upp en till bild av denna byggnad |
| Levide prästgård (Levide Prästgård 1:6) | Boställe,Prästgård (2 byggnader)                                       | 1786                                      |                                        | Levide           | 57.28164, 18.26740 |                | Ladda upp en till bild av denna byggnad |
| Liffridehuset i Stånga (Stånga Liffride 2:1) | Bondgård (1 byggnad)                                                   | 1700-talets första hälft                  |                                        | Stånga           | 57.30258, 18.46483 |                | Ladda upp en bild av denna byggnad      |
| Lilla Kyrkebys (Hejnum Lilla Kyrkebys 2:3) | Bondgård (5 byggnader)                                                 | 1600-talets slut                          |                                        | Hejnum           | 57.68182, 18.62838 |                | Ladda upp en till bild av denna byggnad |
| Liste ängesbod (Norrlanda Liste 1:4) | Bondgård (1 byggnad)                                                   | 1700-talets första hälft                  |                                        | Anga             | 57.51763, 18.75337 |                | Ladda upp en bild av denna byggnad      |
| Lärbro prästgård (Lärbro Prästgården 1:87; f.d. 1:1) | Boställe, prästgård (4 byggnader)                                      | 1805                                      |                                        | Lärbro           | 57.78638, 18.79331 |                | Ladda upp en till bild av denna byggnad |
| Villa Muramaris (Visby Muramaris 1:2 och 1:3; f.d. stg 1455-1456) | Fritidshus, sommarvilla, konstnärsateljé (4 byggnader)                 | 1916                                      |                                        | Väskinde         | 57.68151, 18.34373 |                | Ladda upp en till bild av denna byggnad |
| Norrbys i Väte (Väte Norrbys 1:1 och del av Bäcks 1:1) | Bondgård, museum (11 byggnader)                                        | 1936                                      |                                        | Väte             | 57.45480, 18.37169 |                | Ladda upp en till bild av denna byggnad |
| Närs fyrplats (Närsholmen 1:1) | Fyrplats (4 byggnader)                                                 | 1872                                      | Albert Theodor Gellerstedt, E.G. Höjer | När              | 57.21857, 18.68127 |                | Ladda upp en till bild av denna byggnad |
| Oljepumpsanläggningen på Risungs i Rute (Rute Risungs 1:28) | Malm och mineral, råpetroleum och naturgas (1 byggnad)                 | 1979                                      |                                        | Rute             | 57.82555, 18.89734 |                | Ladda upp en till bild av denna byggnad |
| Petarve vattensåg och sågtorpet (Sanda Petarve 1:30 och S1) | Såg (2 byggnader)                                                      | 1890                                      |                                        | Sanda            | 57.43540, 18.25033 |                | Ladda upp en till bild av denna byggnad |
| Petes Hablingbo (Hablingbo Petes 2:1; f.d. Petes 1:15) | Bondgård (4 byggnader)                                                 | 1820-talet                                |                                        | Hablingbo        | 57.18325, 18.17419 |                | Ladda upp en till bild av denna byggnad |
| Petsarve i Eke (Eke Petsarve 1:34) | Bondgård (4 byggnader)                                                 | 1700-talets slut                          |                                        | Eke              | 57.15776, 18.38546 |                | Ladda upp en bild av denna byggnad      |
| Prästgårdsmiljön i Othem (Othem Prästgården 1:2-3, Kviende 1:6) | Boställe, prästgård (13 byggnader)                                     | 1910                                      |                                        | Othems           | 57.74615, 18.73808 |                | Ladda upp en bild av denna byggnad      |
| Puttersjaus (Rute Alvans 1:38) | Bondgård (1 byggnad)                                                   | 1100-talet till 1300-talet                |                                        | Rute             | 57.79631, 18.95513 |                | Ladda upp en bild av denna byggnad      |
| Päronlunde (Fide Nygranne 1:42) | Bondgård (1 byggnad)                                                   | 1700-talet                                |                                        | Fide             | 57.08319, 18.31103 |                | Ladda upp en bild av denna byggnad      |
| Robbjäns (Klinte Robbjäns 1:36) | Bondgård (5 byggnader)                                                 | 1834                                      |                                        | Klintehamn       | 57.37654, 18.22112 |                | Ladda upp en till bild av denna byggnad |
| Roma kungsgård (Roma Kloster 2:1) | Kungsgård (5 byggnader)                                                | 1721                                      |                                        | Roma             | 57.51591, 18.45914 |                | Ladda upp en till bild av denna byggnad |
| Parken vid Jacobsberg, Rosendal (Follingbo Rosendal 1:24) | Park,Torp (6 byggnader)                                                | 1700-talets sista hälft                   |                                        | Follingbo        | 57.59222, 18.37569 |                | Ladda upp en till bild av denna byggnad |
| Sanda prästgårdsmiljö (Sanda Prästgården 1:14; f.d. 1:1) | Boställe,Prästgård (3 byggnader)                                       | 1200-talets andra hälft                   |                                        | Sanda            | 57.42880, 18.22510 |                | Ladda upp en bild av denna byggnad      |
| Sandkull-Annas stuga (Väskinde Björkome 1:13) | Torp,Dagsverkstorp (2 byggnader)                                       | 1878                                      |                                        | Väskinde         | 57.66650, 18.38971 |                | Ladda upp en till bild av denna byggnad |
| Sigsarve 1:10 (Hangvar Sigsarve 1:10) | Bondgård (9 byggnader)                                                 | 1700-talets slut                          |                                        | Sigsarve         | 57.83274, 18.66889 |                | Ladda upp en bild av denna byggnad      |
| Sigsarve 1:7 (Hangvar Sigsarve 1:7) | Bondgård (8 byggnader)                                                 | 1800                                      |                                        | Sigsarve         | 57.83228, 18.66855 |                | Ladda upp en bild av denna byggnad      |
| Simunde i Vamlingbo (Simunde 1:6) | Bondgård (3 byggnader)                                                 | 1700-talets sista hälft                   |                                        | Vamlingbo        | 56.95956, 18.24688 |                | Ladda upp en bild av denna byggnad      |
| Sockenstugan i Bäl (Bäl Gute 2:1) | Sockenstuga (2 byggnader)                                              | 1700-talets sista hälft                   |                                        | Bäl              | 57.64443, 18.63237 |                | Ladda upp en till bild av denna byggnad |
| Stora Hästnäs (Visby Stora Hästnäs 1:1) | Bondgård (3 byggnader)                                                 | 1200-talets slut eller 1300-talets början |                                        | Martebo          | 57.65990, 18.36365 |                | Ladda upp en till bild av denna byggnad |
| Stora Karlsö fyrplats (Eksta Stora Karlsö 1:5) | Fyrplats (5 byggnader)                                                 | 1887                                      |                                        | Stora Karlsö     | 57.28957, 17.95867 |                | Ladda upp en till bild av denna byggnad |
| Stora Kyrkebys i Hejnum (Hejnum Stora Kyrkebys 1:21) | Bondgård (4 byggnader)                                                 | 1700-talet                                |                                        | Hejnum           | 57.68119, 18.62804 |                | Ladda upp en till bild av denna byggnad |
| Stora Norrgårde i Sproge (Sproge Stora Norrgårde 1:10) | Bondgård (4 byggnader)                                                 | 1700-talets slut                          |                                        | Sproge           | 57.26773, 18.17013 |                | Ladda upp en bild av denna byggnad      |
| Stora Sojdeby i Fole, medeltida stenhuset (Fole Stora Sojdeby 2:2) | Bondgård (1 byggnad)                                                   | 1200-talet till 1500-talet                |                                        | Fole             | 57.64126, 18.57827 |                | Ladda upp en till bild av denna byggnad |
| Stora Takstens i Lärbro, Grubbs hus med flera byggnader (Lärbro Stora Takstens 2:2)                                                                                                   | Bondgård (5 byggnader)                                                 | 1820                                      |                                        | Lärbro           | 57.80195, 18.84562 |                | Ladda upp en till bild av denna byggnad |
| Storms i Hamra (Hamra Storms 1:2) | Bondgård (1 byggnad)                                                   | 1700-talets slut                          |                                        | Hamra            | 56.96730, 18.30795 |                | Ladda upp en bild av denna byggnad      |
| Strandridaregården i Ljugarn (Gamla Tullhuset) (Ardre Ljugarn 1:1) | Ämbets- och tjänstemannaboställe (1 byggnad)                           | 1750                                      |                                        | Ljugarn          | 57.32371, 18.71288 |                | Ladda upp en till bild av denna byggnad |
| Strandridaregården på Kyllaj (Hellvi Vivlings 1:6 och Malms 1:2) | Bostadshus,Malm och mineral,Kalk,Tullhus och tullstation (3 byggnader) | 1730                                      |                                        | Hellvi           | 57.75699, 18.94756 |                | Ladda upp en till bild av denna byggnad |
| Stymnes i Sproge (Sproge Stymnes 1:3) | Bondgård (2 byggnader)                                                 | 1870-talet                                |                                        | Sproge           | 57.25262, 18.21990 |                | Ladda upp en bild av denna byggnad      |
| Sudergårde i Bäl (Bäl Sudergårde 1:8) | Bondgård (6 byggnader)                                                 | 1839                                      |                                        | Bäl              | 57.63936, 18.63595 |                | Ladda upp en bild av denna byggnad      |
| Fardume slott (Sören Norrbys källare, Munkhuset) (Rute Fardume 1:58) | Gård (1 byggnad)                                                       | 1100-talet                                |                                        | Rute             | 57.79972, 18.92680 |                | Ladda upp en till bild av denna byggnad |
| Tomtbods fiskeläge (Burs Lindarve 1:27) | Hamn (32 byggnader)                                                    | 1800-talet                                |                                        | Burs             | 57.18837, 18.53293 |                | Ladda upp en till bild av denna byggnad |
| Valls prästgård (Vall Prästgården 1:5; f.d. 1:1) | Boställe,Prästgård (5 byggnader)                                       | 1762                                      |                                        | Vall             | 57.52056, 18.34333 |                | Ladda upp en till bild av denna byggnad |
| Vamlingbos prästgård Vamlingbo Prästgården 1:6; f.d. 1:1) | Boställe,Prästgård (5 byggnader)                                       | 1779                                      |                                        | Vamlingbo        | 56.96909, 18.22995 |                | Ladda upp en till bild av denna byggnad |
| Klockarebostaden i Västergarn (Västergarn Kyrkogården 1:1; f.d. Snauvalds 1:2) | Boställe,Klockargård (1 byggnad)                                       | 1700-talets första hälft                  |                                        | Västegarn        | 57.44133, 18.15125 |                | Ladda upp en till bild av denna byggnad |
| Vatlings (Fole Vatlings 1:5) | Bondgård (1 byggnad)                                                   | 1200-talets mitt                          |                                        | Fole             | 57.64513, 18.50071 |                | Ladda upp en till bild av denna byggnad |
| Verkegards på Fårö (Fårö Verkegards 7:1) | Bondgård (14 byggnader)                                                | 1830                                      |                                        | Fårö             | 57.89962, 19.13582 |                | Ladda upp en till bild av denna byggnad |
| Viges i Grötlingbo (Grötlingbo Viges 1:2) | Bondgård (10 byggnader)                                                | 1896                                      |                                        | Grötlingbo       | 57.11104, 18.38097 |                | Ladda upp en bild av denna byggnad      |
| Vike minnesgård (Boge Vike 1:32) | Bondgård (5 byggnader)                                                 | 1831                                      |                                        | Boge             | 57.64118, 18.76888 |                | Ladda upp en till bild av denna byggnad |
| Änggårde Rone (Rone Änggårde 6:4) | Bondgård (2 byggnader)                                                 | 1700-talet                                |                                        | Rone             | 57.18928, 18.48779 |                | Ladda upp en bild av denna byggnad      |
| Änkan Smitterlövs stuga (Västerhejde Vibble 1:74) | Bostadshus, smedja (1 byggnad)                                         | 1700-talet                                |                                        | Vibble           | 57.60859, 18.25217 |                | Ladda upp en till bild av denna byggnad |
| Östergarns gamla fyr och den provisoriska stenkolsfyren (Östergarn Östergarnsholm 1:1)                                                                                                | Fyrplats (2 byggnader)                                                 | 1817                                      |                                        | Östergarnsholm   | 57.44157, 18.96080 |                | Ladda upp en till bild av denna byggnad |
| Sankta Katarinas gilleshus (Björke Björksarve) | Gilleshus                                                              | 1200-talet                                |                                        | Björke           | koordinater saknas |                | Ladda upp en till bild av denna byggnad |
| Färjemansbostället i Stucks (Bunge Stucks 1:137) | Färjeläge                                                              | 1730-talet                                |                                        | Fårösund         | koordinater saknas |                | Ladda upp en till bild av denna byggnad |
| Stucks väderkvarn (Bunge Stucks 1:137) | Kvarn                                                                  | 1868                                      |                                        | Fårösund         | koordinater saknas |                | Ladda upp en till bild av denna byggnad |